# Campeonato Uruguaio de Futebol de 2020
O Campeonato Uruguaio de Futebol de 2020 foi a 117ª edição da primeira divisão do futebol uruguaio organizado pela AUF, correspondente ao ano de 2020. O torneio levou o nome de Néstor "Tito" Gonçalves, lenda e ídolo do Peñarol.

## Sistema de disputa
O sistema consiste em um torneio Apertura até o meio do ano, um Torneo Intermedio e um torneio Clausura para finalizar. Tanto o Apertura quanto o Clausura são jogados com 16 equipes em 15 rodadas de todos contra todos. Por outro lado, o Intermedio é uma competição dividida em dois grupos, ambos com 8 equipes determinadas por sua colocação na tabela do Apertura: se a equipe ficou em uma posição ímpar, vai ficar em um grupo, se ficou em uma posição par, vai ficar no outro. O formato também é de todos contra todos em 7 rodadas. Os vencedores de cada grupo jogam uma partida para determinar o campeão do Torneo Intermedio. Cada torneio mencionado soma pontos para a tabela anual.
Para determinar o campeão uruguaio da temporada, é jogada uma semifinal entre os campeões do Apertura e do Clausura, levando o vencedor à final contra o clube com mais pontos na tabela anual.
A equipe campeã do Torneo Intermedio enfrentará o campeão uruguaio na Supercopa Uruguaya. Caso um clube ganhe as duas competições, seu rival será o finalista do Intermedio.
Em relação às vagas para as competições internacionais, o processo é o seguinte:
1. O campeão uruguaio se classificará como Uruguai 1 para a Copa Libertadores do ano seguinte;
2. O vice-campeão (perdedor na final do campeonato, se disputada; caso contrário, o melhor colocado na tabela anual excetuando o campeão) se classificará como Uruguai 2 para a Copa Libertadores do ano seguinte;
3. O melhor colocado na tabela anual tirando o campeão e o vice se classificará como Uruguai 3 para a segunda fase prévia da Copa Libertadores do ano seguinte;
4. O segundo melhor colocado na tabela anual tirando o campeão e o vice se classificará como Uruguai 4 para a primeira fase prévia da Copa Libertadores do ano seguinte;
5. O campeão do Torneo Intermedio se classificará como Uruguai 1 para a Copa Sul-Americana do ano seguinte, salvo se o mesmo se classificar para a Copa Libertadores;
6. O campeão do Apertura ou do Clausura que não se sagrou campeão ou vice do campeonato uruguaio nem conseguiu a classificação prevista no item 3 se classificará como Uruguai 2 para a Copa Sul-Americana do ano seguinte, salvo se o contraditório do item 5 ocorrer, aí o clube se classifica como Uruguai 1;
7. Os clubes que não forem contemplados pelos itens anteriores e que obtenham as melhores classificações na tabela anual se classificarão para a Copa Sul-Americana do ano seguinte como Uruguai 3 e Uruguai 4, correspondendo ao posicionamento na tabela anual;
8. Caso a Conmebol amplie de forma permanente ou temporária as vagas para os clubes uruguaios para qualquer competição internacional que ela organize, a classificação às mesmas sairá da tabela anual da respectiva temporada.

## Equipes participantes

### Trocas de divisões
Um total de 16 equipes disputam o campeonato, incluindo 13 equipes da Primera División de 2019 e 3 equipes que subiram da Segunda División de 2019.
| Clube                  | Subiu como                                       |
| ---------------------- | ------------------------------------------------ |
| Montevideo City Torque | Campeão da Segunda División de 2019              |
| Deportivo Maldonado    | Vice-campeão da Segunda División de 2019         |
| Rentistas              | Vencedor do Play-Off da Segunda División de 2019 |

| Clube          | Rebaixado como                        |
| -------------- | ------------------------------------- |
| Racing         | 14° na Tabela de rebaixamento de 2019 |
| Rampla Juniors | 15° na Tabela de rebaixamento de 2019 |
| Juventud       | 16° na Tabela de rebaixamento de 2019 |

### Informação das equipes
Dados de antes do início do torneio. Todos os dados estatísticos correspondem unicamente aos Campeonatos Uruguaios organizados pela Asociación Uruguaya de Fútbol (AUF), não sendo incluídos os torneios da FUF de 1923 e 1924 nem o Torneio do Conselho Provisório de 1926 nas temporadas contadas. As datas de fundação das equipes são as declaradas pelos próprios clubes.
| Equipe                 | Cidade                 | Estádio                      | Capacidade | Fundação                | Títulos | Vice | Material  | Patrocinador    | 2019 |
| ---------------------- | ---------------------- | ---------------------------- | ---------- | ----------------------- | ------- | ---- | --------- | --------------- | ---- |
| Boston River           | Montevidéu             | Campeones Olímpicos          | 7.000      | 20 de fevereiro de 1939 | —       | —    | Joma      | Full Sport      | 9°   |
| Cerro                  | Montevidéu             | Luis Tróccoli                | 25.000     | 1 de dezembro de 1922   | —       | 1    | Mgr Sport | El Clon         | 15°  |
| Cerro Largo            | Melo                   | Ubilla                       | 10.000     | 19 de novembro de 2002  | —       | —    | Matgeor   | ANTEL           | 3°   |
| Danubio                | Montevidéu             | María Mincheff de Lazaroff   | 18.000     | 1 de março de 1932      | 4       | 3    | Luanvi    | —               | 12°  |
| Defensor Sporting      | Montevidéu             | Luis Franzini                | 16.000     | 15 de março de 1913     | 4       | 8    | Umbro     | Médica Uruguaya | 11°  |
| Deportivo Maldonado    | Maldonado              | Domingo Burgueño Miguel      | 25.000     | 25 de agosto de 1928    | —       | —    | Joma      | Enjoy           |      |
| Fénix                  | Montevidéu             | Parque Capurro               | 5.500      | 7 de julho de 1916      | —       | —    | Mgr Sport | Cousa           | 8°   |
| Liverpool              | Montevidéu             | Belvedere                    | 8.384<     | 15 de fevereiro de 1915 | —       | —    | Mgr Sport | Puritas         | 5°   |
| Montevideo City Torque | Montevidéu             | Centenario                   | 60.235     | 26 de dezembro de 2007  | —       | —    | Puma      | —               |      |
| Montevideo Wanderers   | Montevidéu             | Parque Alfredo Víctor Viera  | 15.000     | 15 de agosto de 1902    | 3       | 8    | Umbro     | CYMACO          | 10°  |
| Nacional               | Montevidéu             | Gran Parque Central          | 34.000     | 14 de maio de 1899      | 47      | 44   | Umbro     | ANTEL           | 1°   |
| Peñarol                | Montevidéu             | Campeón del Siglo            | 40.005     | 28 de setembro de 1891  | 50      | 41   | Puma      | ANTEL           | 2°   |
| Plaza Colonia          | Colonia del Sacramento | Juan Gaspar Prandi           | 6.000      | 22 de abril de 1917     | —       | —    | Mgr Sport | ANTEL           | 6°   |
| Progreso               | Montevidéu             | Abraham Paladino             | 5.400      | 30 de abril de 1917     | 1       | —    | Mgr Sport | Médica Uruguaya | 4°   |
| Rentistas              | Montevidéu             | Complejo Rentistas           | 10.600     | 26 de março de 1933     | —       | —    | Matgeor   | ANTEL           |      |
| River Plate            | Montevidéu             | Parque Federico Omar Saroldi | 5.165      | 11 de maio de 1932      | —       | 1    | Mgr Sport | ANTEL           | 7°   |

1. ↑  De propriedade da Intendência de Florida
2. ↑  De propriedade da Intendência de Cerro Largo
3. ↑  De propriedade da Intendência de Maldonado
4. ↑  De propriedade da Intendência de Montevideo
5. 1 2  Inclui os dados do CURCC.
6. ↑  De propriedade da Intendência de Colonia

## Torneo Apertura
O Torneo Apertura, denominado "Sr. Mateo Giri", foi o primeiro torneio da temporada de 2020. Começou em 15 de fevereiro e terminou em 14 de outubro.

### Classificação
| Pos | Equipe                 | Pts | J  | V | E | D | GP | GC | SG  | Classificação              |
| --- | ---------------------- | --- | -- | - | - | - | -- | -- | --- | -------------------------- |
| 1   | Nacional               | 28  | 15 | 7 | 7 | 1 | 27 | 16 | +11 | Decisão do Torneo Apertura |
| 2   | Rentistas              | 28  | 15 | 7 | 7 | 1 | 26 | 15 | +11 | Decisão do Torneo Apertura |
| 3   | Montevideo City Torque | 25  | 15 | 7 | 4 | 4 | 21 | 16 | +5  |                            |
| 4   | Peñarol                | 24  | 15 | 6 | 6 | 3 | 19 | 15 | +4  |                            |
| 5   | Cerro Largo            | 24  | 15 | 6 | 6 | 3 | 19 | 17 | +2  |                            |
| 6   | Defensor Sporting      | 21  | 15 | 5 | 6 | 4 | 16 | 20 | −4  |                            |
| 7   | Montevideo Wanderers   | 20  | 15 | 5 | 5 | 5 | 16 | 16 | 0   |                            |
| 8   | Deportivo Maldonado    | 20  | 15 | 5 | 5 | 5 | 16 | 20 | −4  |                            |
| 9   | Liverpool              | 19  | 15 | 5 | 4 | 6 | 22 | 25 | −3  |                            |
| 10  | Fénix                  | 18  | 15 | 3 | 9 | 3 | 19 | 17 | +2  |                            |
| 11  | Progreso               | 16  | 15 | 4 | 4 | 7 | 21 | 20 | +1  |                            |
| 12  | River Plate            | 15  | 15 | 3 | 6 | 6 | 17 | 18 | −1  |                            |
| 13  | Plaza Colonia          | 15  | 15 | 3 | 6 | 6 | 14 | 18 | −4  |                            |
| 14  | Danubio                | 14  | 15 | 3 | 5 | 7 | 12 | 17 | −5  |                            |
| 15  | Cerro                  | 14  | 15 | 3 | 5 | 7 | 13 | 21 | −8  |                            |
| 16  | Boston River           | 13  | 15 | 2 | 7 | 6 | 14 | 21 | −7  |                            |

### Resultados
| 15 de fevereiro de 2020 | Montevideo City Torque | 1 – 3 | Progreso                                       | Montevidéu                                  |  |
| 17:00 (UTC−3)           | Marcelo Allende 87'    |       | Álex Silva Garrel 41', 54' · Nahuel Roldán 66' | Estádio: Centenario Árbitro: Antonio García |  |

| 15 de fevereiro de 2020 | Deportivo Maldonado  | 1 – 2 | Boston River                                | Maldonado                                               |  |
| 17:00 (UTC−3)           | Facundo Tealde 45+2' |       | Nicolás Freitas 33' · Rubén Bentancourt 85' | Estádio: Domingo Burgueño Miguel Árbitro: Diego Dunajec |  |

| 15 de fevereiro de 2020 | Peñarol                                | 2 – 1 | Cerro            | Montevidéu                                        |  |
| 18:00 (UTC−3)           | Xisco Jiménez 10' · Jesús Trindade 90' |       | Gastón Paiva 29' | Estádio: Campeón del Siglo Árbitro: Diego Riveiro |  |

| 15 de fevereiro de 2020 | Montevideo Wanderers | 0 – 0 | Defensor Sporting | Montevidéu                                                          |  |
| 20:00 (UTC−3)           |                      |       |                   | Estádio: Parque Alfredo Víctor Viera Árbitro: Andrés Matonte (FIFA) |  |

| 16 de fevereiro de 2020 | River Plate          | 2 – 2 | Fénix                                             | Montevidéu                                        |  |
| 17:00 (UTC−3)           | Pablo Neris 23', 55' |       | Agustín Canobbio 18' (pen.) · Ignacio Pereira 42' | Estádio: Saroldi Árbitro: Esteban Ostojich (FIFA) |  |

| 16 de fevereiro de 2020 | Rentistas                                 | 2 – 0 | Nacional | Montevidéu                                    |  |
| 19:30 (UTC−3)           | Maximiliano Falcón 47' · Renato César 67' |       |          | Estádio: Centenario Árbitro: Daniel Rodríguez |  |

| 16 de fevereiro de 2020 | Cerro Largo     | 1 – 0 | Danubio | Melo                                      |  |
| 20:00 (UTC−3)           | Enzo Borges 56' |       |         | Estádio: Ubilla Árbitro: Jonathan Fuentes |  |

| 19 de fevereiro de 2020 | Liverpool       | 1 – 0 | Plaza Colonia | Montevidéu                              |  |
| 17:00 (UTC−3)           | Alan Medina 60' |       |               | Estádio: Belvedere Árbitro: José Burgos |  |

| 22 de fevereiro de 2020 | Boston River                                 | 2 – 3 | Rentistas                                                         | Montevidéu                                                  |  |
| 17:00 (UTC−3)           | Facundo Rodríguez 13' · Guillermo Fratta 15' |       | Renato César 22' · Cristian Olivera 38' · Maximiliano Lemos 90+8' | Estádio: Campeones Olímpicos Árbitro: Andrés Matonte (FIFA) |  |

| 22 de fevereiro de 2020 | Cerro | 0 – 0 | River Plate | Montevidéu                                      |  |
| 17:00 (UTC−3)           |       |       |             | Estádio: Luis Tróccoli Árbitro: Nicolás Vignolo |  |

| 22 de fevereiro de 2020 | Nacional                                             | 2 – 2 | Cerro Largo                            | Montevidéu                                       |  |
| 20:00 (UTC−3)           | Gonzalo Bergessio 90+5' (pen.) · Claudio Yacob 90+7' |       | Tomás Fernández 43' · Hugo Dorrego 75' | Estádio: Centenario Árbitro: Andrés Cunha (FIFA) |  |

| 23 de fevereiro de 2020 | Liverpool         | 1 – 1 | Deportivo Maldonado            | Montevidéu                              |  |
| 17:00 (UTC−3)           | Franco Romero 64' |       | Maximiliano Cantera 16' (pen.) | Estádio: Belvedere Árbitro: Óscar Rojas |  |

| 23 de fevereiro de 2020 | Danubio | 0 – 1 | Montevideo Wanderers | Montevidéu                                                  |  |
| 17:00 (UTC−3)           |         |       | Mathías Acuña 29'    | Estádio: Jardines del Hipódromo Árbitro: Federico Modernell |  |

| 23 de fevereiro de 2020 | Progreso                                       | 2 – 2 | Plaza Colonia                          | Montevidéu                                       |  |
| 17:00 (UTC−3)           | Fabricio Fernández 24' · Joaquín Gottesman 52' |       | Leandro Suhr 40' · Ramiro Quintana 79' | Estádio: Abraham Paladino Árbitro: Pablo Giménez |  |

| 23 de fevereiro de 2020 | Defensor Sporting                           | 2 – 1 | Peñarol             | Montevidéu                                       |  |
| 19:30 (UTC−3)           | Juan Albín 74' · Facundo Milán 90+3' (pen.) |       | Rodrigo Abascal 46' | Estádio: Luis Franzini Árbitro: Daniel Fedorczuk |  |

| 26 de fevereiro de 2020 | Fénix                      | 1 – 3 | Montevideo City Torque                                        | Montevidéu                                     |  |
| 17:00 (UTC−3)           | Ignacio Pereira 86' (pen.) |       | Gustavo Del Prete 12' · Andrew Teuten 55' · Óscar Piris 90+4' | Estádio: Parque Capurro Árbitro: Yimmy Álvarez |  |

| 7 de março de 2020 | Plaza Colonia   | 1 – 1 | Fénix               | Colonia del Sacramento                                   |  |
| 17:00 (UTC−3)      | Juan Mascia 44' |       | Agustín Canobbio 3' | Estádio: Parque Cincuentenario Árbitro: Daniel Rodríguez |  |

| 7 de março de 2020 | Montevideo City Torque | 1 – 1 | Cerro             | Montevidéu                                   |  |
| 17:00 (UTC−3)      | Nicolás Ramos 41'      |       | José Tancredi 19' | Estádio: Parque Capurro Árbitro: José Burgos |  |

| 7 de março de 2020 | Rentistas                                                                  | 4 – 1 | Deportivo Maldonado  | Montevidéu                                          |  |
| 17:00 (UTC−3)      | Alexis Rolín 3' · Franco Pérez 77' · Mauro Valiente 80' · Renato César 86' |       | Matías Tellechea 43' | Estádio: Complejo Rentistas Árbitro: Antonio García |  |

| 7 de março de 2020 | Peñarol                        | 1 – 1 | Danubio                 | Montevidéu                                                 |  |
| 20:00 (UTC−3)      | Christian Rodríguez 83' (pen.) |       | Luciano Nequecaur 90+1' | Estádio: Campeón del Siglo Árbitro: Leodán González (FIFA) |  |

| 8 de março de 2020 | Liverpool           | 1 – 1 | Progreso          | Montevidéu                                      |  |
| 17:00 (UTC−3)      | Hernán Figueredo 8' |       | Nahuel Roldán 80' | Estádio: Belvedere Árbitro: Andrés Cunha (FIFA) |  |

| 8 de março de 2020 | River Plate           | 1 – 1 | Defensor Sporting        | Montevidéu                                          |  |
| 17:00 (UTC−3)      | Sebastián Piriz 90+2' |       | Ignacio Laquintana 90+1' | Estádio: Saroldi Árbitro: Christian Ferreyra (FIFA) |  |

| 8 de março de 2020 | Montevideo Wanderers                     | 2 – 2 | Nacional                                  | Montevidéu                                                            |  |
| 20:00 (UTC−3)      | Jonathan Barboza 40' · Mathías Acuña 88' |       | Gonzalo Bergessio 1' · Rodrigo Amaral 23' | Estádio: Parque Alfredo Víctor Viera Árbitro: Esteban Ostojich (FIFA) |  |

| 8 de março de 2020 | Cerro Largo | 0 – 0 | Boston River | Melo                                   |  |
| 20:00 (UTC−3)      |             |       |              | Estádio: Ubilla Árbitro: Pablo Giménez |  |

| 8 de agosto de 2020 | Rentistas        | 1 – 1 | Liverpool           | Montevidéu                                                  |  |
| 9:45 (UTC−3)        | Gonzalo Vega 72' |       | Ignacio Ramírez 64' | Estádio: Complejo Rentistas Árbitro: Leodán González (FIFA) |  |

| 8 de agosto de 2020 | Cerro             | 1 – 0 | Plaza Colonia | Montevidéu                                       |  |
| 12:00 (UTC−3)       | Cristian Cruz 47' |       |               | Estádio: Luis Tróccoli Árbitro: Daniel Fedorczuk |  |

| 8 de agosto de 2020 | Danubio           | 1 – 3 | River Plate                                                           | Montevidéu                                                   |  |
| 14:30 (UTC−3)       | Gonzalo Viera 49' |       | Nicolás Rodríguez 28' (pen.) · Matías Arezo 68' · Matías Alonso 90+3' | Estádio: Jardines del Hipódromo Árbitro: Andrés Cunha (FIFA) |  |

| 8 de agosto de 2020 | Defensor Sporting | 0 – 2 | Montevideo City Torque                       | Montevidéu                                    |  |
| 17:30 (UTC−3)       |                   |       | Lucas Rodríguez 42' · Franco Pizzichillo 63' | Estádio: Luis Franzini Árbitro: Diego Dunajec |  |

| 8 de agosto de 2020 | Deportivo Maldonado | 1 – 1 | Cerro Largo     | Maldonado                                                       |  |
| 20:00 (UTC−3)       | César Pereyra 90+1' |       | Enzo Borges 37' | Estádio: Domingo Burgueño Miguel Árbitro: Andrés Matonte (FIFA) |  |

| 8 de agosto de 2020 | Fénix             | 1 – 1 | Progreso            | Montevidéu                                 |  |
| 20:00 (UTC−3)       | Maureen Franco 1' |       | Gonzalo Andrada 72' | Estádio: Charrúa Árbitro: Jonathan Fuentes |  |

| 9 de agosto de 2020 | Boston River | 0 – 2 | Montevideo Wanderers                     | Montevidéu                                           |  |
| 11:15 (UTC−3)       |              |       | Ignacio González 29' · Leonardo Pais 89' | Estádio: Campeones Olímpicos Árbitro: Gustavo Tejera |  |

| 9 de agosto de 2020 | Nacional              | 1 – 1 | Peñarol          | Montevidéu                                             |  |
| 15:00 (UTC−3)       | Gonzalo Bergessio 32' |       | David Terans 81' | Estádio: Centenario Árbitro: Christian Ferreyra (FIFA) |  |

| 14 de agosto de 2020 | Plaza Colonia             | 2 – 0 | Defensor Sporting | Colonia del Sacramento                                        |  |
| 15:00 (UTC−3)        | Álvaro Fernández 38', 66' |       |                   | Estádio: Parque Cincuentenario Árbitro: Andrés Matonte (FIFA) |  |

| 14 de agosto de 2020 | Montevideo City Torque | 1 – 2 | Danubio                                  | Montevidéu                                    |  |
| 17:30 (UTC−3)        | Marcelo Allende 89'    |       | Rodrigo Piñeiro 16' · Juan Gutiérrez 54' | Estádio: Centenario Árbitro: Daniel Fedorczuk |  |

| 15 de agosto de 2020 | Liverpool                                  | 2 – 2 | Fénix                            | Montevidéu                                 |  |
| 12:00 (UTC−3)        | Hernán Figueredo 23' · Ignacio Ramírez 39' |       | Maureen Franco 24', 90+1' (pen.) | Estádio: Belvedere Árbitro: Gustavo Tejera |  |

| 15 de agosto de 2020 | River Plate                          | 2 – 3 | Nacional                          | Montevidéu                                       |  |
| 15:00 (UTC−3)        | Adrián Leites 6' · Gonzalo Viera 21' |       | Gonzalo Bergessio 12', 45+3', 77' | Estádio: Saroldi Árbitro: Leodán González (FIFA) |  |

| 15 de agosto de 2020 | Montevideo Wanderers                 | 2 – 2 | Deportivo Maldonado                   | Montevidéu                                                  |  |
| 17:30 (UTC−3)        | Ignacio Lores 6' · Mathías Acuña 50' |       | Gastón Pagano 73' · César Pereyra 88' | Estádio: Parque Alfredo Víctor Viera Árbitro: Diego Riveiro |  |

| 16 de agosto de 2020 | Progreso                                 | 2 – 0 | Cerro | Montevidéu                                        |  |
| 12:00 (UTC−3)        | Álex Silva Garrel 24' · Gonzalo Jara 43' |       |       | Estádio: Abraham Paladino Árbitro: Fernando Falce |  |

| 16 de agosto de 2020 | Cerro Largo               | 1 – 1 | Rentistas              | Melo                                               |  |
| 15:00 (UTC−3)        | Mauricio Gómez 14' (pen.) |       | Maximiliano Falcón 21' | Estádio: Ubilla Árbitro: Christian Ferreyra (FIFA) |  |

| 16 de agosto de 2020 | Peñarol                               | 2 – 0 | Boston River | Montevidéu                                                  |  |
| 17:30 (UTC−3)        | Facundo Torres 51' · David Terans 65' |       |              | Estádio: Campeón del Siglo Árbitro: Esteban Ostojich (FIFA) |  |

| 19 de agosto de 2020 | Boston River        | 1 – 1 | River Plate       | Montevidéu                                             |  |
| 10:15 (UTC−3)        | Matías Rigoleto 75' |       | Matías Alonso 35' | Estádio: Campeones Olímpicos Árbitro: Daniel Rodríguez |  |

| 19 de agosto de 2020 | Rentistas | 0 – 0 | Montevideo Wanderers | Montevidéu                                         |  |
| 12:30 (UTC−3)        |           |       |                      | Estádio: Complejo Rentistas Árbitro: Diego Dunajec |  |

| 19 de agosto de 2020 | Deportivo Maldonado                         | 2 – 0 | Peñarol | Maldonado                                                |  |
| 15:00 (UTC−3)        | Maximiliano Cantera 75' · Rodrigo Muniz 77' |       |         | Estádio: Domingo Burgueño Miguel Árbitro: Pablo Gimémenz |  |

| 19 de agosto de 2020 | Danubio | 0 – 1 | Plaza Colonia       | Montevidéu                                                         |  |
| 15:00 (UTC−3)        |         |       | Ramiro Quintana 70' | Estádio: Jardines del Hipódromo Árbitro: Christian Ferreyra (FIFA) |  |

| 19 de agosto de 2020 | Defensor Sporting                   | 2 – 1 | Progreso              | Montevidéu                                     |  |
| 17:30 (UTC−3)        | Diego Coelho 77' · Andrés Lamas 81' |       | Álex Silva Garrel 65' | Estádio: Luis Franzini Árbitro: Gustavo Tejera |  |

| 20 de agosto de 2020 | Cerro                                       | 2 – 2 | Fénix                                           | Montevidéu                                             |  |
| 12:00 (UTC−3)        | Gastón Paiva 20' · José Tancredi 34' (pen.) |       | Maureen Franco 63' (pen.) · Ignacio Pereira 88' | Estádio: Luis Tróccoli Árbitro: Leodán González (FIFA) |  |

| 20 de agosto de 2020 | Cerro Largo                    | 4 – 3 | Liverpool                                           | Melo                                             |  |
| 15:00 (UTC−3)        | Enzo Borges 20', 36', 38', 40' |       | Agustín Ocampo 9', 72' · Ignacio Ramírez 15' (pen.) | Estádio: Ubilla Árbitro: Esteban Ostojich (FIFA) |  |

| 20 de agosto de 2020 | Nacional                                     | 2 – 0 | Montevideo City Torque | Montevidéu                                                  |  |
| 17:30 (UTC−3)        | Gonzalo Bergessio 17' · Agustín Oliveros 31' |       |                        | Estádio: Gran Parque Central Árbitro: Andrés Matonte (FIFA) |  |

| 22 de agosto de 2020 | Progreso              | 1 – 0 | Danubio | Montevidéu                                                 |  |
| 12:00 (UTC−3)        | Joaquín Gottesman 20' |       |         | Estádio: Abraham Paladino Árbitro: Esteban Ostojich (FIFA) |  |

| 22 de agosto de 2020 | River Plate | 0 – 1 | Deportivo Maldonado      | Montevidéu                                          |  |
| 15:00 (UTC−3)        |             |       | Federico Castellanos 53' | Estádio: Saroldi Árbitro: Christian Ferreyra (FIFA) |  |

| 22 de agosto de 2020 | Peñarol                                 | 2 – 2 | Rentistas                                           | Montevidéu                                         |  |
| 17:30 (UTC−3)        | Giovanni González 8' · David Terans 51' |       | Cristian Olivera 75' · Maximiliano Lemos 79' (pen.) | Estádio: Campeón del Siglo Árbitro: Gustavo Tejera |  |

| 23 de agosto de 2020 | Fénix                                                                                           | 5 – 0 | Defensor Sporting | Montevidéu                                   |  |
| 10:15 (UTC−3)        | Maureen Franco 6' · Carlos Fernández 42', 87' · Bryan Olivera 45+2' (pen.) · Jorge Trinidad 73' |       |                   | Estádio: Parque Capurro Árbitro: Óscar Rojas |  |

| 23 de agosto de 2020 | Liverpool           | 1 – 0 | Cerro | Montevidéu                                  |  |
| 12:30 (UTC−3)        | Agustín Ocampos 54' |       |       | Estádio: Belvedere Árbitro: Nicolás Vignolo |  |

| 23 de agosto de 2020 | Montevideo City Torque                    | 2 – 0 | Boston River | Montevidéu                                          |  |
| 12:30 (UTC−3)        | Gustavo Del Prete 31' · Darío Pereira 70' |       |              | Estádio: Centenario Árbitro: Leodán González (FIFA) |  |

| 23 de agosto de 2020 | Plaza Colonia | 0 – 0 | Nacional | Colonia del Sacramento                                   |  |
| 15:00 (UTC−3)        |               |       |          | Estádio: Parque Cincuentenario Árbitro: Daniel Fedorczuk |  |

| 23 de agosto de 2020 | Montevideo Wanderers        | 1 – 0 | Cerro Largo | Montevidéu                                                   |  |
| 17:30 (UTC−3)        | Ignacio González 57' (pen.) |       |             | Estádio: Parque Alfredo Víctor Viera Árbitro: Antonio García |  |

| 26 de agosto de 2020 | Danubio                                | 2 – 0 | Fénix | Montevidéu                                             |  |
| 10:00 (UTC−3)        | Rodrigo Piñeiro 57' · Briam Acosta 85' |       |       | Estádio: Jardines del Hipódromo Árbitro: Diego Dunajec |  |

| 26 de agosto de 2020 | Boston River | 0 – 0 | Plaza Colonia | Montevidéu                                          |  |
| 12:30 (UTC−3)        |              |       |               | Estádio: Campeones Olímpicos Árbitro: Diego Riveiro |  |

| 26 de agosto de 2020 | Deportivo Maldonado | 0 – 3 | Montevideo City Torque                                           | Maldonado                                                         |  |
| 17:15 (UTC−3)        |                     |       | Matías Cóccaro 35' · Gustavo Del Prete 51' · Leandro Otormín 83' | Estádio: Domingo Burgueño Miguel Árbitro: Esteban Ostojich (FIFA) |  |

| 26 de agosto de 2020 | Nacional                             | 2 – 1 | Progreso              | Montevidéu                                                      |  |
| 20:15 (UTC−3)        | Pablo García 17' · Thiago Vecino 44' |       | Álex Silva Garrel 76' | Estádio: Gran Parque Central Árbitro: Christian Ferreyra (FIFA) |  |

| 27 de agosto de 2020 | Defensor Sporting | 1 – 1 | Cerro                    | Montevidéu                                  |  |
| 15:00 (UTC−3)        | Juan Albín 17'    |       | José Tancredi 70' (pen.) | Estádio: Luis Franzini Árbitro: José Burgos |  |

| 27 de agosto de 2020 | Montevideo Wanderers              | 2 – 0 | Liverpool | Montevidéu                                                     |  |
| 17:15 (UTC−3)        | Rodrigo Pastorini 40' (pen.), 49' |       |           | Estádio: Parque Alfredo Víctor Viera Árbitro: Daniel Fedorczuk |  |

| 27 de agosto de 2020 | Peñarol                                     | 2 – 0 | Cerro Largo | Montevidéu                                                |  |
| 20:15 (UTC−3)        | David Terans 42' (pen.) · Matías Britos 84' |       |             | Estádio: Campeón del Siglo Árbitro: Andrés Matonte (FIFA) |  |

| 16 de setembro de 2020 | Rentistas                           | 2 – 1 | River Plate      | Montevidéu                                         |  |
| 15:15 (UTC−3)          | Gonzalo Vega 32' · Franco Pérez 35' |       | Matías Arezo 30' | Estádio: Complejo Rentistas Árbitro: Pablo Giménez |  |

| 29 de agosto de 2020 | Plaza Colonia        | 1 – 2 | Deportivo Maldonado                          | Colonia del Sacramento                                 |  |
| 12:00 (UTC−3)        | Álvaro Fernández 62' |       | Agustín Sant'Anna 12' · Ignacio González 86' | Estádio: Parque Cincuentenario Árbitro: Santiago Motta |  |

| 29 de agosto de 2020 | Fénix                    | 1 – 2 | Nacional                                     | Montevidéu                                               |  |
| 15:00 (UTC−3)        | Bryan Olivera 56' (pen.) |       | Gonzalo Castro 70' · Gonzalo Bergessio 90+5' | Estádio: Parque Capurro Árbitro: Esteban Ostojich (FIFA) |  |

| 29 de agosto de 2020 | Montevideo City Torque | 1 – 3 | Rentistas                                                            | Montevidéu                                      |  |
| 17:30 (UTC−3)        | Gustavo Del Prete 37'  |       | Salomón Rodríguez 17' · Cristian Olivera 84' · Maximiliano Lemos 89' | Estádio: Centenario Árbitro: Federico Modernell |  |

| 30 de agosto de 2020 | Liverpool            | 1 – 2 | Defensor Sporting                                      | Montevidéu                                         |  |
| 10:00 (UTC−3)        | Martín Fernández 24' |       | Ignacio Colombini 60' (pen.) · Diego Coelho 70' (pen.) | Estádio: Belvedere Árbitro: Leodán González (FIFA) |  |

| 30 de agosto de 2020 | Cerro               | 1 – 2 | Danubio                                       | Montevidéu                                            |  |
| 12:30 (UTC−3)        | Emiliano Villar 12' |       | Luciano Nequecaur 7' · Facundo Labandeira 71' | Estádio: Luis Tróccoli Árbitro: Andrés Matonte (FIFA) |  |

| 30 de agosto de 2020 | Progreso            | 1 – 2 | Boston River                                      | Montevidéu                                       |  |
| 15:00 (UTC−3)        | Mathías Riquero 12' |       | Alejandro Martinuccio 45' · Facundo Rodríguez 67' | Estádio: Abraham Paladino Árbitro: Yimmy Álvarez |  |

| 30 de agosto de 2020 | Cerro Largo                            | 2 – 1 | River Plate      | Montevidéu                                |  |
| 17:15 (UTC−3)        | Tomás Fernández 16' · Hugo Dorrego 17' |       | Matías Arezo 38' | Estádio: Ubilla Árbitro: Daniel Fedorczuk |  |

| 30 de agosto de 2020 | Peñarol | 0 – 2 | Montevideo Wanderers                         | Montevidéu                                         |  |
| 20:15 (UTC−3)        |         |       | Rodrigo Pastorini 53' · Jonathan Barboza 72' | Estádio: Ubilla Árbitro: Christian Ferreyra (FIFA) |  |

| 4 de setembro de 2020 | Cerro Largo       | 1 – 1 | Montevideo City Torque | Melo                                            |  |
| 17:00 (UTC−3)         | Guillermo May 31' |       | Álvaro Brun 81' (pen.) | Estádio: Ubilla Árbitro: Leodán González (FIFA) |  |

| 5 de setembro de 2020 | Rentistas                                         | 2 – 1 | Plaza Colonia        | Montevidéu                                          |  |
| 12:30 (UTC−3)         | Gonzalo Vega 45+1' (pen.) · Salomón Rodríguez 75' |       | Álvaro Fernández 52' | Estádio: Complejo Rentistas Árbitro: Fernando Falce |  |

| 5 de setembro de 2020 | Montevideo Wanderers | 0 – 2 | River Plate                                 | Montevidéu                                                           |  |
| 15:00 (UTC−3)         |                      |       | Matías Arezo 30' · Adrián Leites 49' (pen.) | Estádio: Parque Alfredo Víctor Viera Árbitro: Andrés Matontes (FIFA) |  |

| 5 de setembro de 2020 | Peñarol                                   | 3 – 2 | Liverpool                              | Montevidéu                                        |  |
| 17:30 (UTC−3)         | Gonzalo Pérez 27' · David Terans 34', 39' |       | Hernán Figueredo 9' · Bruno Correa 88' | Estádio: Campeón del Siglo Árbitro: Diego Dunajec |  |

| 6 de setembro de 2020 | Boston River | 0 – 0 | Fénix | Montevidéu                                             |  |
| 12:30 (UTC−3)         |              |       |       | Estádio: Campeones Olímpicos Árbitro: Daniel Fedorczuk |  |

| 6 de setembro de 2020 | Danubio | 0 – 0 | Defensor Sporting | Montevidéu                                                       |  |
| 15:00 (UTC−3)         |         |       |                   | Estádio: Jardines del Hipódromo Árbitro: Esteban Ostojich (FIFA) |  |

| 6 de setembro de 2020 | Deportivo Maldonado | 1 – 0 | Progreso | Maldonado                                                 |  |
| 17:15 (UTC−3)         | Rodrigo Muniz 71'   |       |          | Estádio: Domingo Burgueño Miguel Árbitro: Nicolás Vignolo |  |

| 6 de setembro de 2020 | Nacional                                                                                             | 5 – 1 | Cerro                     | Montevidéu                                          |  |
| 20:15 (UTC−3)         | Santiago Rodríguez 25', 77' · Pablo García 50' · Thiago Vecino 66' (pen.) · Santiago Cartagena 90+2' |       | Maicol Cabrera 36' (pen.) | Estádio: Gran Parque Central Árbitro: Diego Riveiro |  |

| 9 de setembro de 2020 | Plaza Colonia        | 1 – 3 | Cerro Largo                                                 | Colonia del Sacramento                                          |  |
| 10:00 (UTC−3)         | Álvaro Fernández 18' |       | Guillermo May 9' · Brian Ferrarés 84' · Gabriel Leyes 90+4' | Estádio: Parque Cincuentenario Árbitro: Esteban Ostojich (FIFA) |  |

| 9 de setembro de 2020 | Progreso                               | 2 – 2 | Rentistas                                  | Montevidéu                                                |  |
| 10:00 (UTC−3)         | Lucas Ferreira 76' · Gustavo Alles 81' |       | Solomón Rodríguez 4' · Santiago Romero 82' | Estádio: Abraham Paladino Árbitro: Leodán González (FIFA) |  |

| 9 de setembro de 2020 | River Plate | 0 – 0 | Peñarol | Montevidéu                                 |  |
| 15:15 (UTC−3)         |             |       |         | Estádio: Saroldi Árbitro: Jonathan Fuentes |  |

| 9 de setembro de 2020 | Montevideo City Torque              | 2 – 1 | Montevideo Wanderers | Montevidéu                                    |  |
| 17:30 (UTC−3)         | Álvaro Brun 2' · Matías Cóccaro 34' |       | Leonardo Pais 65'    | Estádio: Centenario Árbitro: Daniel Fedorczuk |  |

| 10 de setembro de 2020 | Fénix                 | 1 – 0 | Deportivo Maldonado | Montevidéu                                     |  |
| 12:30 (UTC−3)          | Nicolás Fernández 35' |       |                     | Estádio: Parque Capurro Árbitro: Pablo Giménez |  |

| 10 de setembro de 2020 | Liverpool                                       | 2 – 1 | Danubio              | Montevidéu                                 |  |
| 15:00 (UTC−3)          | Ignacio Ramírez 29' (pen.) · Agustín Ocampo 70' |       | Santiago Mederos 76' | Estádio: Belvedere Árbitro: Santiago Motta |  |

| 10 de setembro de 2020 | Cerro                                   | 2 – 1 | Boston River                 | Montevidéu                                                |  |
| 17:15 (UTC−3)          | Emiliano Villar 55' · José Tancredi 77' |       | Facundo Rodríguez 52' (pen.) | Estádio: Luis Tróccoli Árbitro: Christian Ferreyra (FIFA) |  |

| 10 de setembro de 2020 | Defensor Sporting    | 1 – 1 | Nacional              | Montevidéu                                            |  |
| 17:15 (UTC−3)          | Álvaro Navarro 90+1' |       | Gonzalo Bergessio 62' | Estádio: Luis Franzini Árbitro: Andrés Matonte (FIFA) |  |

| 12 de setembro de 2020 | Progreso          | 1 – 2 | Cerro Largo                           | Montevidéu                                        |  |
| 15:00 (UTC−3)          | Nahuel Roldán 18' |       | Tomás Fernández 36' · Enzo Borges 74' | Estádio: Abraham Paladino Árbitro: Adrián Pereira |  |

| 12 de setembro de 2020 | Montevideo Wanderers | 1 – 2 | Plaza Colonia               | Montevidéu                                                     |  |
| 17:15 (UTC−3)          | Bruno Veglio 18'     |       | Diogo 12' · Juan Mascia 61' | Estádio: Parque Alfredo Víctor Viera Árbitro: Daniel Rodríguez |  |

| 12 de setembro de 2020 | Peñarol | 0 – 0 | Montevideo City Torque | Montevidéu                                                |  |
| 20:15 (UTC−3)          |         |       |                        | Estádio: Campeón del Siglo Árbitro: Andrés Matonte (FIFA) |  |

| 13 de setembro de 2020 | River Plate          | 1 – 2 | Liverpool                                        | Montevidéu                              |  |
| 10:30 (UTC−3)          | Ribair Rodríguez 67' |       | Ezequiel Escobar 1' · Ignacio Ramírez 71' (pen.) | Estádio: Saroldi Árbitro: Diego Riveiro |  |

| 13 de setembro de 2020 | Boston River          | 1 – 1 | Defensor Sporting       | Montevidéu                                          |  |
| 12:45 (UTC−3)          | Facundo Rodríguez 63' |       | Ignacio Colombini 90+4' | Estádio: Campeones Olímpicos Árbitro: Pablo Giménez |  |

| 13 de setembro de 2020 | Rentistas        | 1 – 1 | Fénix                   | Montevidéu                                                     |  |
| 15:00 (UTC−3)          | Alexis Rolín 50' |       | Camilo Núñez 55' (pen.) | Estádio: Complejo Rentistas Árbitro: Christian Ferreyra (FIFA) |  |

| 13 de setembro de 2020 | Deportivo Maldonado | 1 – 0 | Cerro | Maldonado                                               |  |
| 17:15 (UTC−3)          | Facundo Batista 67' |       |       | Estádio: Domingo Burgueño Miguel Árbitro: Yimmy Álvarez |  |

| 13 de setembro de 2020 | Nacional                                   | 2 – 0 | Danubio | Montevidéu                                             |  |
| 20:15 (UTC−3)          | Julio Domínguez 1' · Gonzalo Bergessio 55' |       |         | Estádio: Gran Parque Central Árbitro: Jonathan Fuentes |  |

| 19 de setembro de 2020 | Plaza Colonia       | 1 – 3 | Peñarol                                                                         | Colonia del Sacramento                              |  |
| 15:00 (UTC−3)          | Ramiro Quintana 54' |       | Agustín Álvarez Martínez 20' · Gary Kagelmacher 29' · David Terans 45+2' (pen.) | Estádio: Parque Cincuentenario Árbitro: José Burgos |  |

| 19 de setembro de 2020 | Cerro Largo | 0 – 0 | Fénix | Melo                                      |  |
| 17:30 (UTC−3)          |             |       |       | Estádio: Ubilla Árbitro: Jonathan Fuentes |  |

| 19 de setembro de 2020 | Defensor Sporting                                            | 4 – 2 | Deportivo Maldonado                          | Montevidéu                                       |  |
| 19:45 (UTC−3)          | Adolfo Lima 24', 68' · Alan Rodríguez 55' · Diego Coelho 57' |       | Facundo Batista 59' · Sebastián González 88' | Estádio: Luis Franzini Árbitro: Daniel Fedorczuk |  |

| 20 de setembro de 2020 | Danubio                 | 2 – 2 | Boston River                            | Montevidéu                                                     |  |
| 13:00 (UTC−3)          | Santiago Paiva 10', 52' |       | Carlos Valdez 61' · Sebastián Abreu 62' | Estádio: Jardines del Hipódromo Árbitro: Andrés Matonte (FIFA) |  |

| 20 de setembro de 2020 | Progreso                                         | 3 – 0 | Montevideo Wanderers | Montevidéu                                         |  |
| 15:15 (UTC−3)          | Gustavo Alles 71' (pen.), 80' · Gonzalo Jara 77' |       |                      | Estádio: Abraham Paladino Árbitro: Nicolás Vignolo |  |

| 20 de setembro de 2020 | Cerro             | 1 – 0 | Rentistas | Montevidéu                                       |  |
| 17:30 (UTC−3)          | Maicol Cabrera 2' |       |           | Estádio: Luis Tróccoli Árbitro: Daniel Rodríguez |  |

| 20 de setembro de 2020 | Montevideo City Torque    | 1 – 0 | River Plate | Montevidéu                                  |  |
| 19:45 (UTC−3)          | Matías Cóccaro 32' (pen.) |       |             | Estádio: Centenario Árbitro: Santiago Motta |  |

| 3 de outubro de 2020 | Liverpool            | 1 – 3 | Nacional                                                  | Montevidéu                                   |  |
| 15:30 (UTC−3)        | Ezequiel Escobar 65' |       | Gonzalo Bergessio 4', 16' · Santiago Rodríguez Molina 66' | Estádio: Belvedere Árbitro: Daniel Rodríguez |  |

| 5 de outubro de 2020 | Deportivo Maldonado | 0 – 0 | Danubio | Maldonado                                               |  |
| 21:15 (UTC−3)        |                     |       |         | Estádio: Domingo Burgueño Miguel Árbitro: Pablo Giménez |  |

| 6 de outubro de 2020 | River Plate          | 1 – 1 | Plaza Colonia    | Montevidéu                                   |  |
| 15:00 (UTC−3)        | Nicolás González 83' |       | Guido Verdún 72' | Estádio: Saroldi Árbitro: Federico Modernell |  |

| 6 de outubro de 2020 | Peñarol                                         | 2 – 1 | Progreso                 | Montevidéu                                        |  |
| 18:00 (UTC−3)        | Fabricio Formiliano 56' · Giovanni González 69' |       | Gustavo Alles 84' (pen.) | Estádio: Campeón del Siglo Árbitro: Diego Riveiro |  |

| 6 de outubro de 2020 | Montevideo Wanderers     | 1 – 2 | Fénix                                | Montevidéu                                                |  |
| 20:15 (UTC−3)        | Mathías Acuña 56' (pen.) |       | Manuel Ugarte 64' · Camilo Núñez 74' | Estádio: Parque Alfredo Víctor Viera Árbitro: José Burgos |  |

| 7 de outubro de 2020 | Rentistas             | 2 – 0 | Defensor Sporting | Montevidéu                                            |  |
| 13:30 (UTC−3)        | Gonzalo Vega 32', 62' |       |                   | Estádio: Complejo Rentistas Árbitro: Jonathan Fuentes |  |

| 7 de outubro de 2020 | Boston River               | 1 – 1 | Nacional           | Montevidéu                                            |  |
| 16:00 (UTC−3)        | Sebastián Abreu 41' (pen.) |       | Gonzalo Castro 49' | Estádio: Campeones Olímpicos Árbitro: Nicolás Vignolo |  |

| 7 de outubro de 2020 | Cerro Largo                         | 2 – 1 | Cerro              | Melo                                    |  |
| 18:15 (UTC−3)        | Enzo Borges 36' · Guillermo May 55' |       | Maicol Cabrera 85' | Estádio: Ubilla Árbitro: Fernando Falce |  |

| 7 de outubro de 2020 | Montevideo City Torque                    | 2 – 1 | Liverpool          | Montevidéu                               |  |
| 20:30 (UTC−3)        | Marcelo Allende 11' · Santiago Scotto 43' |       | Agustín Ocampo 15' | Estádio: Charrúa Árbitro: Antonio García |  |

| 10 de outubro de 2020 | Progreso          | 1 – 2 | River Plate                                | Montevidéu                                       |  |
| 12:30 (UTC−3)         | Rodrigo Viega 62' |       | Nicolás González 45+1' · Thiago Borbas 84' | Estádio: Abraham Paladino Árbitro: Diego Dujanec |  |

| 10 de outubro de 2020 | Fénix | 0 – 0 | Peñarol | Montevidéu                                     |  |
| 15:30 (UTC−3)         |       |       |         | Estádio: Parque Capurro Árbitro: Pablo Giménez |  |

| 10 de outubro de 2020 | Cerro              | 1 – 1 | Montevideo Wanderers | Montevidéu                                     |  |
| 20:30 (UTC−3)         | Maicol Cabrera 52' |       | Mauro Méndez 57'     | Estádio: Luis Tróccoli Árbitro: Adrián Pereira |  |

| 11 de outubro de 2020 | Liverpool                                                    | 3 – 2 | Boston River                               | Montevidéu                                 |  |
| 10:15 (UTC−3)         | Ignacio Ramírez 26' · Hernán Figueredo 81' · Diego Cor 90+4' |       | Matías Rigoleto 33' · Emiliano Álvarez 60' | Estádio: Belvedere Árbitro: Santiago Motta |  |

| 11 de outubro de 2020 | Defensor Sporting                      | 2 – 0 | Cerro Largo | Montevidéu                                       |  |
| 15:30 (UTC−3)         | Álvaro González 14' · Kevin Méndez 46' |       |             | Estádio: Luis Franzini Árbitro: Daniel Rodríguez |  |

| 11 de outubro de 2020 | Nacional            | 1 – 1 | Deportivo Maldonado | Montevidéu                                          |  |
| 15:30 (UTC−3)         | Felipe Carballo 52' |       | Facundo Batista 38' | Estádio: Gran Parque Central Árbitro: Diego Riveiro |  |

| 11 de outubro de 2020 | Plaza Colonia    | 1 – 1 | Montevideo City Torque | Colonia del Sacramento                                  |  |
| 15:30 (UTC−3)         | Facundo Kidd 65' |       | Leandro Otormín 41'    | Estádio: Parque Cincuentenario Árbitro: Nicolás Vignolo |  |

| 11 de outubro de 2020 | Danubio            | 1 – 1 | Rentistas               | Montevidéu                                             |  |
| 15:30 (UTC−3)         | Santiago Paiva 64' |       | Gonzalo Vega 52' (pen.) | Estádio: Jardines del Hipódromo Árbitro: Yimmy Álvarez |  |

### Decisão doTorneo Apertura
| 14 de outubro de 2020 | Rentistas        | 1 – 0 (pro.) | Nacional | Montevidéu                                    |  |
| 20:00 (UTC−3)         | Gonzalo Vega 92' | Relatório    |          | Estádio: Centenario Árbitro: Daniel Rodríguez |  |

## Torneo Intermedio
O Torneo Intermedio foi o segundo torneio da temporada de 2020, disputado entre os torneios Apertura e Clausura. Foi composto por dois grupos cuja composição deu-se com base na classificação final do Torneo Apertura: os times com as posições ímpares jogaramm no Grupo A e os times com as posições pares no Grupo B. Começou em 17 de outubro de 2020 e terminou em 14 de janeiro de 2021. O vencedor garantiu uma vaga na Copa Sul-Americana de 2021 e na Supercopa Uruguaia de 2021.

### Classificação do Grupo A
| Pos | Equipe                 | Pts | J | V | E | D | GP | GC | SG | Classificação              |     | WAN | LIV | MCT | CRL | REN | PRO | PCO | CRR |
| --- | ---------------------- | --- | - | - | - | - | -- | -- | -- | -------------------------- | --- | --- | --- | --- | --- | --- | --- | --- | --- |
| 1   | Montevideo Wanderers   | 14  | 7 | 4 | 2 | 1 | 13 | 8  | +5 | Final do Torneo Intermedio |     | —   | —   | —   | 1–0 | 2–2 | 3–0 | 2–2 | —   |
| 2   | Liverpool              | 12  | 7 | 3 | 3 | 1 | 14 | 12 | +2 |                            |     | 2–3 | —   | 2–2 | —   | —   | —   | —   | 3–2 |
| 3   | Montevideo City Torque | 10  | 7 | 3 | 1 | 3 | 13 | 10 | +3 |                            | 1–2 | —   | —   | —   | 2–1 | 1–2 | —   | 3–0 |     |
| 4   | Cerro Largo            | 10  | 7 | 2 | 4 | 1 | 8  | 5  | +3 |                            | —   | 1–1 | 2–1 | —   | —   | —   | —   | 0–0 |     |
| 5   | Rentistas              | 9   | 7 | 2 | 3 | 2 | 7  | 6  | +1 |                            | —   | 1–2 | —   | 0–0 | —   | —   | 1–0 | —   |     |
| 6   | Progreso               | 7   | 7 | 1 | 4 | 2 | 7  | 10 | −3 |                            | —   | 1–2 | —   | 2–2 | 0–0 | —   | 0–0 | —   |     |
| 7   | Plaza Colonia          | 6   | 7 | 1 | 3 | 3 | 8  | 11 | −3 |                            | —   | 2–2 | 1–3 | 0–3 | —   | —   | —   | 3–0 |     |
| 8   | Cerro                  | 5   | 7 | 1 | 2 | 4 | 5  | 13 | −8 |                            | 1–0 | —   | —   | —   | 0–2 | 2–2 | —   | —   |     |

### Classificação do Grupo B
| Pos | Equipe              | Pts | J | V | E | D | GP | GC | SG | Classificação              |     | NAC | RIV | PEÑ | FNX | DAN | DMA | DFS | BOR |
| --- | ------------------- | --- | - | - | - | - | -- | -- | -- | -------------------------- | --- | --- | --- | --- | --- | --- | --- | --- | --- |
| 1   | Nacional            | 15  | 7 | 5 | 0 | 2 | 11 | 6  | +5 | Final do Torneo Intermedio |     | —   | —   | —   | 1–0 | 0–2 | —   | 3–0 | —   |
| 2   | River Plate         | 13  | 7 | 4 | 1 | 2 | 14 | 8  | +6 |                            |     | 0–2 | —   | —   | 3–2 | 4–0 | —   | 1–1 | —   |
| 3   | Peñarol             | 12  | 7 | 4 | 0 | 3 | 15 | 9  | +6 |                            | 3–2 | 1–2 | —   | —   | —   | 4–1 | —   | 2–0 |     |
| 4   | Fénix               | 10  | 7 | 3 | 1 | 3 | 7  | 6  | +1 |                            | —   | —   | 1–0 | —   | —   | 1–1 | —   | 2–0 |     |
| 5   | Danubio             | 9   | 7 | 2 | 3 | 2 | 5  | 9  | −4 |                            | —   | —   | 1–4 | 1–0 | —   | —   | 0–0 | 0–0 |     |
| 6   | Deportivo Maldonado | 8   | 7 | 2 | 2 | 3 | 10 | 15 | −5 |                            | 1–2 | 2–1 | —   | —   | 1–1 | —   | 3–1 | —   |     |
| 7   | Defensor Sporting   | 6   | 7 | 1 | 3 | 3 | 5  | 10 | −5 |                            | —   | —   | 2–1 | 0–1 | —   | —   | —   | 1–1 |     |
| 8   | Boston River        | 5   | 7 | 1 | 2 | 4 | 6  | 10 | −4 |                            | 0–1 | 0–3 | —   | —   | —   | 5–1 | —   | —   |     |

### Final doTorneo Intermedio
A final do Torneo Intermedio estava originalmente marcada para 20 de dezembro de 2020, às 20:00 (horário local), mas foi adiada devido depois que um membro de segurança do Nacional testou positivo para COVID-19. A partida foi remarcada para 14 de janeiro de 2021, às 20:00 (horário local).
| 14 de janeiro de 2021                                          | Nacional | 0 – 0 (pro.) (4 – 1 pen.)                   | Montevideo Wanderers | Montevideo                                 |  |
| 20:00 (UTC−3)                                                  |          | Relatório                                   |                      | Estádio: Centenário Árbitro: Yimmi Álvarez |  |
|                                                                |          | Penalidades                                 |                      |                                            |  |
| Gonzalo Bergessio Guzmán Corujo Brian Ocampo Emiliano Martínez |          | Ignacio González Darwin Torres Gastón Bueno |                      |                                            |  |

## Torneo Clausura
O Torneo Clausura, batizado como "Sr. Julio César Road", é o terceiro e último torneio da temporada de 2020. Devido às interrupções no calendário de jogos causadas pela pandemia de COVID-19, houve uma proposta para alterar seu formato e jogá-lo com dois grupos de oito times, semelhante ao Torneo Intermedio, porém, em 23 de dezembro de 2020, o Conselho da Liga da AUF decidiu jogá-lo em seu formato habitual, ou seja, turno único de pontos corridos. O torneio começou em 16 de janeiro de 2021 e sua conclusão está programada para 24 de março de 2021.

### Classificação
| Pos | Equipe                 | Pts | J  | V  | E | D | GP | GC | SG  | Classificação |
| --- | ---------------------- | --- | -- | -- | - | - | -- | -- | --- | ------------- |
| 1   | Liverpool              | 34  | 15 | 10 | 4 | 1 | 34 | 13 | +21 | Fase final    |
| 2   | Peñarol                | 29  | 15 | 8  | 5 | 2 | 20 | 12 | +8  |               |
| 3   | Montevideo City Torque | 26  | 15 | 7  | 5 | 3 | 30 | 14 | +16 |               |
| 4   | Nacional               | 26  | 15 | 7  | 5 | 3 | 19 | 16 | +3  |               |
| 5   | Plaza Colonia          | 25  | 15 | 7  | 4 | 4 | 28 | 16 | +12 |               |
| 6   | Boston River           | 22  | 15 | 7  | 1 | 7 | 23 | 26 | −3  |               |
| 7   | Fénix                  | 21  | 15 | 5  | 6 | 4 | 25 | 24 | +1  |               |
| 8   | River Plate            | 21  | 15 | 6  | 3 | 6 | 19 | 23 | −4  |               |
| 9   | Montevideo Wanderers   | 18  | 15 | 4  | 6 | 5 | 24 | 28 | −4  |               |
| 10  | Deportivo Maldonado    | 18  | 15 | 4  | 6 | 5 | 21 | 27 | −6  |               |
| 11  | Cerro Largo            | 16  | 15 | 4  | 4 | 7 | 15 | 17 | −2  |               |
| 12  | Danubio                | 15  | 15 | 4  | 3 | 8 | 17 | 23 | −6  |               |
| 13  | Progreso               | 15  | 15 | 4  | 3 | 8 | 14 | 24 | −10 |               |
| 14  | Cerro                  | 14  | 15 | 3  | 5 | 7 | 16 | 21 | −5  |               |
| 15  | Defensor Sporting      | 14  | 15 | 2  | 8 | 5 | 15 | 21 | −6  |               |
| 16  | Rentistas              | 10  | 15 | 2  | 4 | 9 | 12 | 27 | −15 |               |

### Resultados
| 16 de janeiro de 2021 | Danubio | 0 – 3 | Cerro Largo                              | Montevidéu                                                |  |
| 10:00 (UTC−3)         |         |       | Ángel Cayetano 8' · Enzo Borges 60', 72' | Estádio: Jardines del Hipódromo Árbitro: Daniel Rodríguez |  |

| 16 de janeiro de 2021 | Cerro                     | 1 – 1 | Peñarol                    | Montevidéu                                     |  |
| 17:00 (UTC−3)         | Maicol Cabrera 61' (pen.) |       | Jonathan Urretaviscaya 21' | Estádio: Luis Tróccoli Árbitro: Fernando Falce |  |

| 17 de janeiro de 2021 | Progreso | 0 – 0 | Montevideo City Torque | Montevidéu                                         |  |
| 10:00 (UTC−3)         |          |       |                        | Estádio: Abraham Paladino Árbitro: Nicolás Vignolo |  |

| 17 de janeiro de 2021 | Fénix                 | 1 – 1 | River Plate      | Montevidéu                                        |  |
| 17:00 (UTC−3)         | Luciano Nequecaur 33' |       | Matías Arezo 35' | Estádio: Parque Capurro Árbitro: Jonathan Fuentes |  |

| 17 de janeiro de 2021 | Nacional           | 1 – 1 | Rentistas          | Montevidéu                                                      |  |
| 19:30 (UTC−3)         | Armando Méndez 10' |       | Nicolás Colazo 46' | Estádio: Gran Parque Central Árbitro: Christian Ferreyra (FIFA) |  |

| 17 de janeiro de 2021 | Defensor Sporting | 1 – 1 | Montevideo Wanderers  | Montevidéu                                            |  |
| 21:45 (UTC−3)         | Vicente Poggi 54' |       | Diego Hernández 90+5' | Estádio: Luis Franzini Árbitro: Andrés Matonte (FIFA) |  |

| 18 de janeiro de 2021 | Plaza Colonia | 0 – 0 | Liverpool | Colonia del Sacramento                                 |  |
| 17:00 (UTC−3)         |               |       |           | Estádio: Parque Cincuentenario Árbitro: Santiago Motta |  |

| 18 de janeiro de 2021 | Boston River                                                                                           | 5 – 0 | Deportivo Maldonado | Montevidéu                                    |  |
| 19:15 (UTC−3)         | Facundo Rodríguez 2' · Agustín Nadruz 28' · Nicolás Barán 61' · Matías Rigoleto 72' · Diego Romero 87' |       |                     | Estádio: Centenario Árbitro: Daniel Fedorczuk |  |

| 20 de janeiro de 2021 | Montevideo City Torque                                                | 3 – 0 | Fénix | Montevidéu                                         |  |
| 10:00 (UTC−3)         | Leandro Otormín 62' · Matías Cóccaro 70' · José Ignacio Álvarez 90+5' |       |       | Estádio: Centenario Árbitro: Andrés Matonte (FIFA) |  |

| 20 de janeiro de 2021 | River Plate          | 1 – 2 | Cerro                                  | Montevidéu                              |  |
| 17:00 (UTC−3)         | Nicolás González 27' |       | Maicol Cabrera 45' · José Tancredi 55' | Estádio: Saroldi Árbitro: Diego Dunajec |  |

| 20 de janeiro de 2021 | Cerro Largo | 0 – 0 | Nacional | Melo                                      |  |
| 19:30 (UTC−3)         |             |       |          | Estádio: Ubilla Árbitro: Daniel Fedorczuk |  |

| 20 de janeiro de 2021 | Montevideo Wanderers                          | 2 – 0 | Danubio | Montevidéu                                                  |  |
| 21:45 (UTC−3)         | Maximiliano Pérez 65' · Diego Hernández 90+5' |       |         | Estádio: Parque Alfredo Víctor Viera Árbitro: Diego Riveiro |  |

| 21 de janeiro de 2021 | Plaza Colonia | 0 – 1 | Progreso               | Colonia del Sacramento                              |  |
| 17:30 (UTC−3)         |               |       | Haibrany Ruiz Díaz 17' | Estádio: Parque Cincuentenario Árbitro: José Burgos |  |

| 21 de janeiro de 2021 | Deportivo Maldonado                          | 2 – 4 | Liverpool                                                              | Maldonado                                                  |  |
| 19:45 (UTC−3)         | Maximiliano Cantera 50' · Eduardo Darias 86' |       | Federico Pereira 45+1', 59' · Ignacio Ramírez 49' · Agustín Ocampo 72' | Estádio: Domingo Burgueño Miguel Árbitro: Mathías de Armas |  |

| 22 de janeiro de 2021 | Rentistas | 0 – 1 | Boston River     | Montevidéu                                         |  |
| 17:30 (UTC−3)         |           |       | José Alberti 38' | Estádio: Complejo Rentistas Árbitro: Yimmy Álvarez |  |

| 27 de janeiro de 2021 | Peñarol            | 1 – 2 | Defensor Sporting                                 | Montevidéu                                                    |  |
| 19:15 (UTC−3)         | Facundo Torres 59' |       | Mathías Cardacio 71' (pen.) · Cristian Chávez 85' | Estádio: Campeón del Siglo Árbitro: Christian Ferreyra (FIFA) |  |

| 29 de janeiro de 2021 | Fénix                                      | 3 – 3 | Plaza Colonia                           | Montevidéu                                         |  |
| 17:00 (UTC−3)         | Léo Coelho 11' · Maureen Franco 89', 90+1' |       | Juan Mascia 41', 48' · Leandro Suhr 85' | Estádio: Parque Capurro Árbitro: Claudia Umpiérrez |  |

| 29 de janeiro de 2021 | Boston River               | 2 – 1 | Cerro Largo             | Montevidéu                                   |  |
| 19:15 (UTC−3)         | Rubén Bentancourt 13', 63' |       | Hugo Dorrego 25' (pen.) | Estádio: Centenario Árbitro: Nicolás Vignolo |  |

| 30 de janeiro de 2021 | Progreso | 0 – 4 | Liverpool                                                      | Montevidéu                                        |  |
| 10:00 (UTC−3)         |          |       | Ignacio Ramírez 32' · Alan Medina 51' · Gonzalo Bueno 83', 89' | Estádio: Abraham Paladino Árbitro: Fernando Falce |  |

| 30 de janeiro de 2021 | Deportivo Maldonado                                | 3 – 1 | Rentistas                    | Maldonado                                                     |  |
| 18:00 (UTC−3)         | Maximiliano Cantera 28' · Facundo Batista 30', 84' |       | Maximiliano Lemos 24' (pen.) | Estádio: Domingo Burgueño Miguel Árbitro: Andrés Cunha (FIFA) |  |

| 30 de janeiro de 2021 | Nacional                                 | 2 – 1 | Montevideo Wanderers | Montevidéu                                                  |  |
| 21:00 (UTC−3)         | Renzo Orihuela 23' · Felipe Carballo 48' |       | Maximiliano Pérez 7' | Estádio: Gran Parque Central Árbitro: Gustavo Tejera (FIFA) |  |

| 31 de janeiro de 2021 | Danubio | 0 – 1 | Peñarol           | Montevidéu                                                |  |
| 17:00 (UTC−3)         |         |       | Matías Britos 63' | Estádio: Jardines del Hipódromo Árbitro: Daniel Fedorczuk |  |

| 31 de janeiro de 2021 | Cerro              | 1 – 3 | Montevideo City Torque                                            | Montevidéu                                    |  |
| 19:15 (UTC−3)         | Felipe Klein 45+3' |       | Gustavo del Prete 14' · Maicol Cabrera 45+2' · Matías Cóccaro 78' | Estádio: Luis Tróccoli Árbitro: Diego Riveiro |  |

| 31 de janeiro de 2021 | Defensor Sporting | 0 – 2 | River Plate                              | Montevidéu                                  |  |
| 21:30 (UTC−3)         |                   |       | Marcos Montiel 59' · Thiago Borbas 90+1' | Estádio: Luis Franzini Árbitro: José Burgos |  |

| 2 de fevereiro de 2021 | Progreso | 0 – 1 | Fénix                | Montevidéu                                        |  |
| 17:00 (UTC−3)          |          |       | Agustín Canobbio 57' | Estádio: Abraham Paladino Árbitro: Antonio García |  |

| 2 de fevereiro de 2021 | Cerro Largo        | 1 – 2 | Deportivo Maldonado                                  | Melo                                   |  |
| 19:15 (UTC−3)          | Carlos Núñez 45+2' |       | Maximiliano Cantera 17' (pen.) · Facundo Batista 30' | Estádio: Ubilla Árbitro: Pablo Giménez |  |

| 3 de fevereiro de 2021 | Liverpool                       | 2 – 2 | Rentistas                                  | Montevidéu                                |  |
| 10:00 (UTC−3)          | Ignacio Ramírez 33' (pen.), 67' |       | Gonzalo Vega 23' (pen.) · Franco Pérez 69' | Estádio: Belvedere Árbitro: Diego Riveiro |  |

| 3 de fevereiro de 2021 | Peñarol | 0 – 0 | Nacional | Montevidéu                                         |  |
| 18:30 (UTC−3)          |         |       |          | Estádio: Centenario Árbitro: Andrés Matonte (FIFA) |  |

| 3 de fevereiro de 2021 | Montevideo Wanderers                    | 2 – 2 | Boston River                                | Montevidéu                                                        |  |
| 21:30 (UTC−3)          | Sebastián Gorga 45' · Darwin Torres 60' |       | Matías Rigoleto 42' · Rubén Bentancourt 48' | Estádio: Parque Alfredo Víctor Viera Árbitro: Andrés Cunha (FIFA) |  |

| 4 de fevereiro de 2021 | River Plate | 0 – 4 | Danubio                                                                                 | Montevidéu                                      |  |
| 10:00 (UTC−3)          |             |       | Martín Comachi 2' · Javier Méndez 28' · Santiago Paiva 41' · Matías Deorta 90+6' (pen.) | Estádio: Saroldi Árbitro: Gustavo Tejera (FIFA) |  |

| 4 de fevereiro de 2021 | Plaza Colonia                           | 2 – 1 | Cerro             | Colonia del Sacramento                                         |  |
| 17:30 (UTC−3)          | Nicolás Dibble 57' · Federico Pérez 61' |       | José Tancredi 65' | Estádio: Parque Cincuentenario Árbitro: Leodán González (FIFA) |  |

| 4 de fevereiro de 2021 | Montevideo City Torque | 0 – 0 | Defensor Sporting | Montevidéu                                    |  |
| 21:30 (UTC−3)          |                        |       |                   | Estádio: Centenario Árbitro: Daniel Fedorczuk |  |

| 6 de fevereiro de 2021 | Rentistas                              | 2 – 1 | Cerro Largo             | Montevidéu                                                 |  |
| 10:00 (UTC−3)          | Carlos Villalba 46' · Gonzalo Vega 68' |       | Hugo Dorrego 51' (pen.) | Estádio: Complejo Rentistas Árbitro: Gustavo Tejera (FIFA) |  |

| 6 de fevereiro de 2021 | Fénix | 0 – 2 | Liverpool                                  | Montevidéu                                     |  |
| 17:00 (UTC−3)          |       |       | Hernán Figueredo 33' · Ignacio Ramírez 84' | Estádio: Parque Capurro Árbitro: Yimmy Álvarez |  |

| 6 de fevereiro de 2021 | Deportivo Maldonado | 1 – 1 | Montevideo Wanderers | Maldonado                                                |  |
| 19:15 (UTC−3)          | Facundo Batista 19' |       | Hernán Rivero 24'    | Estádio: Domingo Burgueño Miguel Árbitro: Santiago Motta |  |

| 6 de fevereiro de 2021 | Boston River                 | 1 – 2 | Peñarol                                              | Montevidéu                                          |  |
| 18:30 (UTC−3)          | Rubén Bentancourt 65' (pen.) |       | Fabián Estoyanoff 50' · Agustín Álvarez Martínez 57' | Estádio: Centenario Árbitro: Leodán González (FIFA) |  |

| 7 de fevereiro de 2021 | Danubio | 0 – 4 | Montevideo City Torque                                                      | Montevidéu                                                     |  |
| 10:00 (UTC−3)          |         |       | Matías Santos 17' · Sebastián Guerrero 78' · Matías Cóccaro 83' (pen.), 90' | Estádio: Jardines del Hipódromo Árbitro: Andrés Matonte (FIFA) |  |

| 7 de fevereiro de 2021 | Cerro                                  | 2 – 0 | Progreso | Montevidéu                                       |  |
| 17:00 (UTC−3)          | Mario García 28' · Martín González 72' |       |          | Estádio: Luis Tróccoli Árbitro: Daniel Rodríguez |  |

| 7 de fevereiro de 2021 | Defensor Sporting                                            | 3 – 2 | Plaza Colonia                        | Montevidéu                                    |  |
| 19:15 (UTC−3)          | Álvaro Navarro 27' · Vicente Poggi 82' · Matías Ocampo 90+5' |       | Nicolás Dibble 67' · Juan Mascia 87' | Estádio: Luis Franzini Árbitro: Diego Riveiro |  |

| 7 de fevereiro de 2021 | Nacional                                                         | 3 – 0 | River Plate | Montevidéu                                                |  |
| 21:45 (UTC−3)          | Guzmán Rodríguez 16' · Gonzalo Bergessio 33' · Gabriel Neves 56' |       |             | Estádio: Gran Parque Central Árbitro: Andrés Cunha (FIFA) |  |

| 10 de fevereiro de 2021 | Liverpool                                                            | 3 – 2 | Cerro Largo                                  | Montevidéu                                            |  |
| 10:00 (UTC−3)           | Agustín Ocampo 48' · Ignacio Ramírez 55' (pen.) · Camilo Cándido 72' |       | Ángel Cayetano 18' · Hugo Dorrego 76' (pen.) | Estádio: Belvedere Árbitro: Christian Ferreyra (FIFA) |  |

| 10 de fevereiro de 2021 | Plaza Colonia                                           | 3 – 0 | Danubio | Colonia del Sacramento                                   |  |
| 17:00 (UTC−3)           | Nicolás Dibble 1' · Mario Risso 3' · Ezequías Redín 61' |       |         | Estádio: Parque Cincuentenario Árbitro: Jonathan Fuentes |  |

| 10 de fevereiro de 2021 | Montevideo Wanderers                                   | 3 – 2 | Rentistas                                       | Montevidéu                                                  |  |
| 19:15 (UTC−3)           | Hernán Rivero 31' · Kévin Rolón 47' · Diego Riolfo 81' |       | Gonzalo Vega 20' (pen.) · Salomón Rodríguez 85' | Estádio: Parque Alfredo Víctor Viera Árbitro: Diego Dunajec |  |

| 10 de fevereiro de 2021 | Montevideo City Torque | 1 – 2 | Nacional                                    | Montevidéu                                       |  |
| 21:45 (UTC−3)           | Sebastián Guerrero 69' |       | Felipe Carballo 41' · Gonzalo Bergessio 43' | Estádio: Charrúa Árbitro: Leodán González (FIFA) |  |

| 11 de fevereiro de 2021 | Fénix                                             | 3 – 3 | Cerro                                                     | Montevidéu                                           |  |
| 10:00 (UTC−3)           | Bryan Olivera 5' (pen.) · Maureen Franco 50', 54' |       | Martín González 6' · José Tancredi 59' · Franco López 63' | Estádio: Parque Capurro Árbitro: Andrés Cunha (FIFA) |  |

| 11 de fevereiro de 2021 | River Plate                                                | 3 – 1 | Boston River              | Montevidéu                                 |  |
| 17:00 (UTC−3)           | Marcos Montiel 41' · Gonzalo Viera 50' · Thiago Borbas 86' |       | Alejandro Martinuccio 27' | Estádio: Saroldi Árbitro: Daniel Fedorczuk |  |

| 11 de fevereiro de 2021 | Progreso                                           | 3 – 3 | Defensor Sporting                         | Montevidéu                                               |  |
| 17:00 (UTC−3)           | Álex Silva Garrel 6', 87' · Fabricio Fernández 28' |       | Facundo Mallo 12' · Diego Coelho 49', 82' | Estádio: Abraham Paladino Árbitro: Andrés Matonte (FIFA) |  |

| 11 de fevereiro de 2021 | Peñarol                      | 1 – 1 | Deportivo Maldonado            | Montevidéu                                         |  |
| 20:00 (UTC−3)           | Agustín Álvarez Martínez 45' |       | Maximiliano Cantera 70' (pen.) | Estádio: Campeón del Siglo Árbitro: Gustavo Tejera |  |

| 13 de fevereiro de 2021 | Cerro Largo      | 1 – 3 | Montevideo Wanderers                                     | Melo                                           |  |
| 18:00 (UTC−3)           | Gabriel Báez 45' |       | Leonardo Pais 42' · Hernán Rivero 50' · Diego Riolfo 70' | Estádio: Ubilla Árbitro: Andrés Matonte (FIFA) |  |

| 13 de fevereiro de 2021 | Nacional              | 1 – 1 | Plaza Colonia   | Montevidéu                                        |  |
| 21:00 (UTC−3)           | Gonzalo Bergessio 67' |       | Juan Mascia 68' | Estádio: Gran Parque Central Árbitro: José Burgos |  |

| 14 de fevereiro de 2021 | Cerro             | 1 – 1 | Liverpool         | Montevidéu                                     |  |
| 10:00 (UTC−3)           | José Tancredi 25' |       | Franco Romero 63' | Estádio: Luis Tróccoli Árbitro: Santiago Motta |  |

| 14 de fevereiro de 2021 | Rentistas | 0 – 1 | Peñarol            | Montevidéu                                         |  |
| 17:00 (UTC−3)           |           |       | Facundo Torres 77' | Estádio: Complejo Rentistas Árbitro: Diego Riveiro |  |

| 14 de fevereiro de 2021 | Deportivo Maldonado  | 1 – 2 | River Plate                                  | Maldonado                                                          |  |
| 19:15 (UTC−3)           | Ignacio Nicolini 36' |       | Marcos Montiel 55' · Matías Arezo 67' (pen.) | Estádio: Domingo Burgueño Miguel Árbitro: Claudia Umpiérrez (FIFA) |  |

| 14 de fevereiro de 2021 | Defensor Sporting                        | 2 – 2 | Fénix                                         | Montevidéu                                             |  |
| 21:30 (UTC−3)           | Mathías Cardacio 27' · Matías Ocampo 60' |       | Maureen Franco 30' (pen.) · Facundo Mallo 71' | Estádio: Luis Franzini Árbitro: Leodán González (FIFA) |  |

| 15 de fevereiro de 2021 | Danubio | 0 – 1 | Progreso               | Montevidéu                                                   |  |
| 17:00 (UTC−3)           |         |       | Fabricio Fernández 41' | Estádio: Jardines del Hipódromo Árbitro: Andrés Cunha (FIFA) |  |

| 15 de fevereiro de 2021 | Boston River | 0 – 3 | Montevideo City Torque                                                      | Montevidéu                                                      |  |
| 19:15 (UTC−3)           |              |       | Franco Pizzichillo 70' · Gustavo Del Prete 89' · Lucas Rodríguez Trezza 90' | Estádio: Campeones Olímpicos Árbitro: Christian Ferreyra (FIFA) |  |

| 17 de fevereiro de 2021 | River Plate     | 1 – 1 | Rentistas    | Montevidéu                                 |  |
| 10:00 (UTC−3)           | Pablo Neris 27' |       | Renato César | Estádio: Saroldi Árbitro: Mathías de Armas |  |

| 17 de fevereiro de 2021 | Liverpool                                   | 2 – 1 | Montevideo Wanderers | Montevidéu                              |  |
| 17:00 (UTC−3)           | Christian Almeida 29' · Ignacio Ramírez 53' |       | Hernán Rivero 66'    | Estádio: Belvedere Árbitro: José Burgos |  |

| 17 de fevereiro de 2021 | Cerro Largo       | 1 – 1 | Peñarol                      | Melo                                   |  |
| 19:30 (UTC−3)           | Enzo Borges 90+5' |       | Agustín Álvarez Martínez 15' | Estádio: Ubilla Árbitro: Yimmy Álvarez |  |

| 17 de fevereiro de 2021 | Cerro | 0 – 0 | Defensor Sporting | Montevidéu                                    |  |
| 21:45 (UTC−3)           |       |       |                   | Estádio: Luis Tróccoli Árbitro: Diego Riveiro |  |

| 18 de fevereiro de 2021 | Fénix             | 1 – 1 | Danubio            | Montevidéu                                        |  |
| 10:00 (UTC−3)           | Javier Méndez 53' |       | Santiago Paiva 49' | Estádio: Parque Capurro Árbitro: Daniel Rodríguez |  |

| 18 de fevereiro de 2021 | Progreso | 0 – 1 | Nacional              | Montevidéu                                                   |  |
| 17:00 (UTC−3)           |          |       | Gonzalo Bergessio 44' | Estádio: Abraham Paladino Árbitro: Christian Ferreyra (FIFA) |  |

| 18 de fevereiro de 2021 | Montevideo City Torque | 1 – 1 | Deportivo Maldonado | Montevidéu                                       |  |
| 17:00 (UTC−3)           | Darío Pereira 50'      |       | César Pereyra 15'   | Estádio: Centenario Árbitro: Andrés Cunha (FIFA) |  |

| 19 de fevereiro de 2021 | Plaza Colonia                                            | 3 – 0 | Boston River | Colonia del Sacramento                                        |  |
| 17:00 (UTC−3)           | Haibrany Ruiz Díaz 33' · Imanol Enríquez 77' · Diogo 82' |       |              | Estádio: Parque Cincuentenario Árbitro: Andrés Matonte (FIFA) |  |

| 20 de fevereiro de 2021 | River Plate                                   | 2 – 0 | Cerro Largo | Montevidéu                              |  |
| 17:00 (UTC−3)           | Sebastián Píriz 47' · Matías Arezo 83' (pen.) |       |             | Estádio: Saroldi Árbitro: Diego Riveiro |  |

| 20 de fevereiro de 2021 | Defensor Sporting | 0 – 3 | Liverpool                                                     | Montevidéu                                            |  |
| 19:15 (UTC−3)           |                   |       | Ignacio Ramírez 41' · Franco Romero 88' · Gonzalo Bueno 90+5' | Estádio: Luis Franzini Árbitro: Gustavo Tejera (FIFA) |  |

| 20 de fevereiro de 2021 | Montevideo Wanderers | 0 – 1 | Peñarol            | Montevidéu                                                              |  |
| 21:45 (UTC−3)           |                      |       | Facundo Torres 20' | Estádio: Parque Alfredo Víctor Viera Árbitro: Christian Ferreyra (FIFA) |  |

| 21 de fevereiro de 2021 | Rentistas        | 1 – 2 | Montevideo City Torque                   | Montevidéu                                         |  |
| 17:00 (UTC−3)           | Gonzalo Vega 24' |       | Matías Cóccaro 15' · Yonatthan Rak 90+6' | Estádio: Complejo Rentistas Árbitro: Pablo Giménez |  |

| 21 de fevereiro de 2021 | Nacional                                | 2 – 2 | Fénix                                             | Montevidéu                                                  |  |
| 20:00 (UTC−3)           | Emiliano Martínez 9' · Brian Ocampo 29' |       | Maureen Franco 14' (pen.) · Luciano Nequecaur 76' | Estádio: Gran Parque Central Árbitro: Andrés Matonte (FIFA) |  |

| 22 de fevereiro de 2021 | Danubio                                         | 2 – 1 | Cerro            | Montevidéu                                              |  |
| 17:00 (UTC−3)           | Leandro Rodríguez 16' · Matías Jones 29' (pen.) |       | Mario García 34' | Estádio: Jardines del Hipódromo Árbitro: Fernando Falce |  |

| 22 de fevereiro de 2021 | Deportivo Maldonado | 1 – 1 | Plaza Colonia   | Maldonado                                                        |  |
| 19:15 (UTC−3)           | Hernán Toledo 47'   |       | Juan Mascia 85' | Estádio: Domingo Burgueño Miguel Árbitro: Leodán González (FIFA) |  |

| 23 de fevereiro de 2021 | Boston River                             | 2 – 3 | Progreso                                                             | Montevidéu                                 |  |
| 19:15 (UTC−3)           | Rubén Bentancourt 44' (pen.), 53' (pen.) |       | Esteban González 50' · Federico Platero 59' · Fabricio Fernández 83' | Estádio: Centenario Árbitro: Yimmi Álvarez |  |

| 26 de fevereiro de 2021 | Liverpool                  | 1 – 1 | Peñarol            | Montevidéu                                        |  |
| 17:00 (UTC−3)           | Ignacio Ramírez 51' (pen.) |       | Facundo Torres 31' | Estádio: Belvedere Árbitro: Andrés Matonte (FIFA) |  |

| 27 de fevereiro de 2021 | River Plate      | 1 – 1 | Montevideo Wanderers | Montevidéu                                       |  |
| 17:00 (UTC−3)           | Matías Arezo 84' |       | Hernán Rivero 48'    | Estádio: Saroldi Árbitro: Leodán González (FIFA) |  |

| 27 de fevereiro de 2021 | Cerro | 0 – 1 | Nacional              | Montevidéu                                       |  |
| 19:30 (UTC−3)           |       |       | Gonzalo Bergessio 51' | Estádio: Luis Tróccoli Árbitro: Daniel Rodríguez |  |

| 28 de fevereiro de 2021 | Fénix                    | 2 – 1 | Boston River     | Montevidéu                                        |  |
| 17:00 (UTC−3)           | Agustín Canobbio 4', 16' |       | José Alberti 56' | Estádio: Parque Capurro Árbitro: Daniel Fedorczuk |  |

| 28 de fevereiro de 2021 | Defensor Sporting   | 1 – 1 | Danubio              | Montevidéu                                          |  |
| 19:15 (UTC−3)           | Facundo Milán 90+4' |       | Santiago Mederos 86' | Estádio: Luis Franzini Árbitro: Andrés Cunha (FIFA) |  |

| 28 de fevereiro de 2021 | Montevideo City Torque | 0 – 0 | Cerro Largo | Montevidéu                                         |  |
| 21:30 (UTC−3)           |                        |       |             | Estádio: Charrua Árbitro: Claudia Umpierrez (FIFA) |  |

| 1 de março de 2021 | Plaza Colonia                                                          | 5 – 0 | Rentistas | Colonia del Sacramento                                |  |
| 17:00 (UTC−3)      | Nicolás Dibble 20', 34', 47' · Ramiro Quintana 23' · Facundo Píriz 82' |       |           | Estádio: Parque Cincuentenario Árbitro: Yimmy Álvarez |  |

| 2 de março de 2021 | Progreso          | 1 – 1 | Deportivo Maldonado       | Montevidéu                                       |  |
| 17:00 (UTC−3)      | Nahuel Roldán 85' |       | Maximiliano Cantera 45+2' | Estádio: Abraham Paladino Árbitro: Pablo Giménez |  |

| 5 de março de 2021 | Montevideo Wanderers                    | 2 – 8 | Montevideo City Torque | Montevidéu                                                          |  |
| 20:00 (UTC−3)      | Mauro Méndez 8' · Nicolás Quagliata 72' |       | Darío Pereira 1' · Marcelo Allende 44', 60' · José Álvarez 51', 73' · Matías Santos 58' · Yonatthan Rak 64' · Matías Cóccaro 67' | Estádio: Parque Alfredo Víctor Viera Árbitro: Gustavo Tejera (FIFA) |  |

| 6 de março de 2021 | Boston River                                         | 2 – 0 | Cerro | Montevidéu                                             |  |
| 17:15 (UTC−3)      | Rubén Bentancourt 23', pen.' · Matías Rigoleto 90+2' |       |       | Estádio: Campeones Olímpicos Árbitro: Mathías de Armas |  |

| 6 de março de 2021 | Peñarol                                                 | 2 – 0 | River Plate | Montevidéu                                              |  |
| 20:15 (UTC−3)      | Matías Britos 37' (pen.) · Agustín Álvarez Martínez 48' |       |             | Estádio: Campeón del Siglo Árbitro: Andrés Cunha (FIFA) |  |

| 7 de março de 2021 | Danubio | 0 – 1 | Liverpool                  | Montevidéu                                                         |  |
| 16:30 (UTC−3)      |         |       | Ignacio Ramírez 70' (pen.) | Estádio: Jardines del Hipódromo Árbitro: Christian Ferreyra (FIFA) |  |

| 7 de março de 2021 | Cerro Largo                                                    | 3 – 1 | Plaza Colonia      | Melo                                      |  |
| 18:45 (UTC−3)      | Hamilton Pereira 4' · Hugo Dorrego 29' · Robinson Ferreira 87' |       | Nicolás Dibble 83' | Estádio: Ubilla Árbitro: Daniel Fedorczuk |  |

| 7 de março de 2021 | Nacional                 | 2 – 1 | Defensor Sporting        | Montevidéu                                                    |  |
| 21:45 (UTC−3)      | Felipe Carballo 22', 55' |       | Facundo Milán 64' (pen.) | Estádio: Gran Parque Central Árbitro: Esteban Ostojich (FIFA) |  |

| 8 de março de 2021 | Rentistas               | 1 – 3 | Progreso                                                 | Montevidéu                                                  |  |
| 16:30 (UTC−3)      | Gonzalo Vega 72' (pen.) |       | Fabricio Fernández 11' · Martín Marta 18' · Joel Lew 88' | Estádio: Complejo Rentistas Árbitro: Leodán González (FIFA) |  |

| 8 de março de 2021 | Deportivo Maldonado | 0 – 2 | Fénix                                | Maldonado                                               |  |
| 18:45 (UTC−3)      |                     |       | Kaique 80' · Luciano Nequecaur 90+4' | Estádio: Domingo Burgueño Miguel Árbitro: Yimmi Álvarez |  |

| 12 de março de 2021 | Plaza Colonia                                                    | 3 – 0 | Montevideo Wanderers | Colonia del Sacramento                                   |  |
| 16:30 (UTC−3)       | Federico Pérez 23' (pen.) · Mario Risso 72' · Facundo Kidd 90+2' |       |                      | Estádio: Parque Cincuentenario Árbitro: Daniel Rodríguez |  |

| 12 de março de 2021 | Defensor Sporting | 1 – 2 | Boston River                                      | Montevidéu                                                |  |
| 18:45 (UTC−3)       | Tabaré Viudez 52' |       | Rubén Bentancourt 33' (pen.) · Leandro Lozano 89' | Estádio: Luis Franzini Árbitro: Christian Ferreyra (FIFA) |  |

| 13 de março de 2021 | Danubio                                | 2 – 1 | Nacional          | Montevidéu                                             |  |
| 16:30 (UTC−3)       | Nicolás Siri 40' · Sergio Rochet 90+1' |       | Thiago Vecino 22' | Estádio: Jardines del Hipódromo Árbitro: Yimmy Álvarez |  |

| 13 de março de 2021 | Cerro                                        | 2 – 3 | Deportivo Maldonado           | Montevidéu                                          |  |
| 18:45 (UTC−3)       | Maicol Cabrera 62' (pen.) · Franco López 72' |       | Facundo Batista 33', 44', 86' | Estádio: Luis Tróccoli Árbitro: Andrés Cunha (FIFA) |  |

| 14 de março de 2021 | Liverpool                                                      | 3 – 2 | River Plate                                 | Montevidéu                                   |  |
| 16:30 (UTC−3)       | Agustín Dávila 18' · Christian Almeida 42' · Franco Romero 62' |       | Nicolás Rodríguez 3' · Ribair Rodríguez 53' | Estádio: Belvedere Árbitro: Daniel Fedorczuk |  |

| 14 de março de 2021 | Cerro Largo      | 1 – 0 | Progreso | Melo                                            |  |
| 18:45 (UTC−3)       | Martín Marta 51' |       |          | Estádio: Antonio Ubilla Árbitro: Fernando Falce |  |

| 14 de março de 2021 | Montevideo City Torque | 1 – 2 | Peñarol                                         | Montevidéu                                       |  |
| 21:45 (UTC−3)       | Darío Pereira 17'      |       | David Terans 56' · Agustín Álvarez Martínez 65' | Estádio: Charrúa Árbitro: Leodán González (FIFA) |  |

| 15 de março de 2021 | Fénix                                              | 3 – 0 | Rentistas | Montevidéu                                      |  |
| 16:30 (UTC−3)       | Maureen Franco 17' (pen.), 75' (pen.) · Kaique 87' |       |           | Estádio: Parque Capurro Árbitro: Antonio García |  |

| 18 de março de 2021 | Deportivo Maldonado                  | 2 – 1 | Defensor Sporting | Maldonado                                                  |  |
| 19:00 (UTC−3)       | Eduardo Darías 13' · Lucas Núñez 41' |       | Rodrigo Rojo 54'  | Estádio: Domingo Burgueño Miguel Árbitro: Daniel Fedorczuk |  |

| 19 de março de 2021 | Rentistas | 0 – 1 | Cerro                    | Montevidéu                                       |  |
| 16:00 (UTC−3)       |           |       | Alejandro Della Nave 34' | Estádio: Complejo Rentistas Árbitro: José Burgos |  |

| 19 de março de 2021 | Boston River     | 1 – 5 | Danubio                                                                 | Montevidéu                                       |  |
| 18:15 (UTC−3)       | Enzo Larrosa 27' |       | Nicolás Siri 23', 64', 71' · José Rodríguez 43' · Leandro Rodríguez 89' | Estádio: Centenario Árbitro: Andrés Cunha (FIFA) |  |

| 20 de março de 2021 | River Plate       | 1 – 1 | Montevideo City Torque | Montevidéu                                             |  |
| 16:00 (UTC−3)       | Gonzalo Viera 50' |       | Yonatthan Rak 90+4'    | Estádio: Parque Saroldi Árbitro: Andrés Matonte (FIFA) |  |

| 20 de março de 2021 | Peñarol           | 1 – 3 | Plaza Colonia                                          | Montevidéu                                                    |  |
| 19:00 (UTC−3)       | Santiago Mele 21' |       | Facundo Píriz 25' · Haibrany Ruíz Díaz 53' · Diogo 74' | Estádio: Campeón del Siglo Árbitro: Christian Ferreyra (FIFA) |  |

| 21 de março de 2021 | Fénix                | 1 – 0 | Cerro Largo | Montevidéu                                               |  |
| 16:00 (UTC−3)       | Andrés Schettino 30' |       |             | Estádio: Parque Capurro Árbitro: Esteban Ostojich (FIFA) |  |

| 21 de março de 2021 | Montevideo Wanderers  | 1 – 3 | Progreso                                                                | Montevidéu                                                             |  |
| 18:15 (UTC−3)       | Maximiliano Pérez 34' |       | Fabricio Fernández 1' · Rodrigo Viega 54' · Estebán González 61' (pen.) | Estádio: Parque Alfredo Víctor Viera Árbitro: Claudia Umpierrez (FIFA) |  |

| 21 de março de 2021 | Nacional | 0 – 4 | Liverpool                                                                                 | Montevidéu                                                   |  |
| 21:15 (UTC−3)       |          |       | Jean Pierre Rosso 14' · Alan Medina 21' · Ignacio Ramírez 75' (pen.) · Gastón Pérez 90+2' | Estádio: Gran Parque Central Árbitro: Leodán González (FIFA) |  |

| 23 de março de 2021 | Danubio                                        | 2 – 2 | Deportivo Maldonado                              | Montevidéu                                                      |  |
| 16:00 (UTC−3)       | José Luis Rodríguez 14' · Santiago Mederos 40' |       | Facundo Batista 27' (pen.) · César Pereyra 90+5' | Estádio: Jardines del Hipódromo Árbitro: Leodán González (FIFA) |  |

| 24 de março de 2021 | Liverpool                                                          | 4 – 1 | Montevideo City Torque | Montevidéu                                      |  |
| 16:00 (UTC−3)       | Camilo Cándido 42' · Ignacio Ramírez 57', 79' · Agustín Ocampo 90' |       | Matías Cóccaro 5'      | Estádio: Belvedere Árbitro: Andrés Cunha (FIFA) |  |

| 24 de março de 2021 | Cerro | 0 – 1 | Cerro Largo       | Montevidéu                                      |  |
| 18:15 (UTC−3)       |       |       | Guillermo May 29' | Estádio: Luis Tróccoli Árbitro: Nicolás Vignolo |  |

| 24 de março de 2021 | Nacional            | 1 – 2 | Boston River                           | Montevidéu                                                  |  |
| 21:15 (UTC−3)       | Felipe Carballo 71' |       | Nicolás Freitas 23' · Enzo Larrosa 47' | Estádio: Gran Parque Central Árbitro: Andrés Matonte (FIFA) |  |

| 25 de março de 2021 | Fénix                                               | 3 – 3 | Montevideo Wanderers                                            | Montevidéu                                      |  |
| 10:00 (UTC−3)       | Maureen Franco 23', 29' (pen.) · Agustín Alfaro 77' |       | Ángel Rodríguez 42' · Nicolás Quagliata 70' · Leonardo Pais 89' | Estádio: Parque Capurro Árbitro: Santiago Motta |  |

| 25 de março de 2021 | Progreso | 0 – 2 | Peñarol                                               | Montevidéu                                          |  |
| 16:00 (UTC−3)       |          |       | Gary Kagelmacher 45+1' · Agustín Álvarez Martínez 59' | Estádio: Abraham Paladino Árbitro: Daniel Fedorczuk |  |

| 25 de março de 2021 | Defensor Sporting | 0 – 0 | Rentistas | Montevidéu                                              |  |
| 18:15 (UTC−3)       |                   |       |           | Estádio: Luis Franzini Árbitro: Esteban Ostojich (FIFA) |  |

| 26 de março de 2021 | Plaza Colonia       | 1 – 0 | River Plate | Colonia del Sacramento                                 |  |
| 16:00 (UTC−3)       | Ramiro Quintana 24' |       |             | Estádio: Parque Cincuentenario Árbitro: Gustavo Tejera |  |

| 28 de março de 2021 | Boston River                 | 1 – 0 | Liverpool | Montevidéu                                           |  |
| 20:00 (UTC−3)       | Rubén Bentancourt 86' (pen.) |       |           | Estádio: Centenario Árbitro: Esteban Ostojich (FIFA) |  |

| 28 de março de 2021 | Rentistas        | 1 – 0 | Danubio | Montevidéu                             |  |
| 20:00 (UTC−3)       | Franco Pérez 52' |       |         | Estádio: Charrúa Árbitro: Javier Feres |  |

| 28 de março de 2021 | Deportivo Maldonado | 1 – 2 | Nacional                   | Maldonado                                                    |  |
| 20:00 (UTC−3)       | Facundo Batista 70' |       | Gonzalo Bergessio 35', 46' | Estádio: Domingo Burgueño Árbitro: Christian Ferreyra (FIFA) |  |

| 28 de março de 2021 | Cerro Largo | 0 – 0 | Defensor Sporting | Melo                                   |  |
| 20:00 (UTC−3)       |             |       |                   | Estádio: Ubilla Árbitro: Diego Ribeiro |  |

| 29 de março de 2021 | Montevideo Wanderers | 1 – 1 | Cerro                    | Montevidéu                                                  |  |
| 10:00 (UTC−3)       | Mauro Méndez 12'     |       | José Tancredi 67' (pen.) | Estádio: Parque Alfredo Víctor Viera Árbitro: Pablo Giménez |  |

| 29 de março de 2021 | River Plate                                                              | 3 – 2 | Progreso                                    | Montevidéu                                 |  |
| 16:00 (UTC−3)       | Nicolás Rodríguez 2' · Nicolás González 45+1' · Matías Alonso 90' (pen.) |       | Fabricio Fernández 81' · Martín Marta 90+3' | Estádio: Saroldi Árbitro: Daniel Rodríguez |  |

| 29 de março de 2021 | Montevideo City Torque                          | 2 – 0 | Plaza Colonia | Montevidéu                                          |  |
| 18:15 (UTC−3)       | Gabriel Chocobar 33' · Franco Pizzichillo 90+1' |       |               | Estádio: Centenario Árbitro: Leodán González (FIFA) |  |

| 29 de março de 2021 | Peñarol                                              | 3 – 1 | Fénix              | Montevidéu                                         |  |
| 21:15 (UTC−3)       | Agustín Álvarez Martínez 31' · David Terans 44', 64' |       | Maureen Franco 57' | Estádio: Campeón del Siglo Árbitro: Gustavo Tejera |  |

## Classificação geral
A classificação geral inclui os resultados dos três torneios disputadas ao longo da temporada: Torneo Apertura, Torneo Intermedio e Torneo Clausura. O time com a melhor colocação ao final da temporada se classificará para as finais do campeonato.
| Pos | Equipe                 | Pts | J  | V  | E  | D  | GP | GC | SG  | Classificação                                                     |
| --- | ---------------------- | --- | -- | -- | -- | -- | -- | -- | --- | ----------------------------------------------------------------- |
| 1   | Nacional               | 69  | 37 | 19 | 12 | 6  | 57 | 38 | +19 | Final do campeonato e fase de grupos da Copa Libertadores de 2021 |
| 2   | Liverpool              | 65  | 37 | 18 | 11 | 8  | 70 | 50 | +20 | Primeira fase da Copa Libertadores de 2021                        |
| 3   | Peñarol                | 65  | 37 | 18 | 11 | 8  | 54 | 36 | +18 | Primeira fase da Copa Sul-Americana de 2021                       |
| 4   | Montevideo City Torque | 61  | 37 | 17 | 10 | 10 | 64 | 40 | +24 | Primeira fase da Copa Sul-Americana de 2021                       |
| 5   | Montevideo Wanderers   | 52  | 37 | 13 | 13 | 11 | 53 | 57 | −4  | Segunda fase da Copa Libertadores de 2021                         |
| 6   | Cerro Largo            | 50  | 37 | 12 | 14 | 11 | 42 | 39 | +3  | Primeira fase da Copa Sul-Americana de 2021                       |
| 7   | Fénix                  | 49  | 37 | 11 | 16 | 10 | 51 | 47 | +4  | Primeira fase da Copa Sul-Americana de 2021                       |
| 8   | River Plate            | 49  | 37 | 13 | 10 | 14 | 50 | 49 | +1  |                                                                   |
| 9   | Rentistas              | 47  | 37 | 11 | 14 | 12 | 45 | 48 | −3  | Fase de grupos da Copa Libertadores de 2021                       |
| 10  | Plaza Colonia          | 46  | 37 | 11 | 13 | 13 | 50 | 45 | +5  |                                                                   |
| 11  | Deportivo Maldonado    | 46  | 37 | 11 | 13 | 13 | 47 | 62 | −15 |                                                                   |
| 12  | Defensor Sporting      | 41  | 37 | 8  | 17 | 12 | 36 | 51 | −15 |                                                                   |
| 13  | Boston River           | 40  | 37 | 10 | 10 | 17 | 43 | 57 | −14 |                                                                   |
| 14  | Progreso               | 38  | 37 | 9  | 11 | 17 | 42 | 49 | −7  |                                                                   |
| 15  | Danubio                | 38  | 37 | 9  | 11 | 17 | 34 | 49 | −15 |                                                                   |
| 16  | Cerro                  | 33  | 37 | 7  | 12 | 18 | 34 | 55 | −21 |                                                                   |

## Tabela de rebaixamento
Haverá três rebaixados diretos para a segunda divisão de 2021. O critério de rebaixamento definido pela AUF para esta temporada foi o de elaborar uma tabela de promédios somando os pontos obtidos pelas respectivas equipes no Campeonato Uruguaio de 2019 e no Campeonato Uruguaio de 2020, no qual as três piores pontuadoras no final da temporada caem.
Para obter o quociente, soma-se a quantidade de pontos obtidos na primeira divisão nas temporadas mencionadas e se divide entre as partidas jogadas. Em caso de empate no promédio de pontos, deve-se realizar o promédio de saldo de gols (saldo de gols dividido entre as partidas jogadas na primeira divisão na duas últimas temporadas).
| Pos. | Equipe                 | Pts 2019 | Pts 2020 | Total Pts | Total J | PROM  | Rebaixamento                   |
| ---- | ---------------------- | -------- | -------- | --------- | ------- | ----- | ------------------------------ |
| 1    | Nacional               | 75       | 69       | 144       | 74      | 1.946 |                                |
| 2    | Peñarol                | 74       | 65       | 139       | 74      | 1.878 |                                |
| 3    | Liverpool              | 59       | 65       | 124       | 74      | 1.676 |                                |
| 4    | Montevideo City Torque | —        | 61       | 61        | 37      | 1.649 |                                |
| 5    | Cerro Largo            | 69       | 50       | 119       | 74      | 1.608 |                                |
| 6    | Progreso               | 65       | 38       | 103       | 74      | 1.392 |                                |
| 7    | Plaza Colonia          | 56       | 46       | 102       | 74      | 1.378 |                                |
| 8    | River Plate            | 51       | 47       | 98        | 74      | 1.324 |                                |
| 9    | Montevideo Wanderers   | 46       | 52       | 98        | 74      | 1.324 |                                |
| 10   | Fénix                  | 48       | 49       | 97        | 74      | 1.311 |                                |
| 11   | Rentistas              | —        | 47       | 47        | 37      | 1.27  |                                |
| 12   | Deportivo Maldonado    | —        | 46       | 46        | 37      | 1.243 |                                |
| 13   | Boston River           | 48       | 40       | 88        | 74      | 1.189 |                                |
| 14   | Defensor Sporting      | 45       | 41       | 86        | 74      | 1.162 | Rebaixamento à segunda divisão |
| 15   | Danubio                | 41       | 38       | 79        | 74      | 1.068 | Rebaixamento à segunda divisão |
| 16   | Cerro                  | 33       | 33       | 66        | 74      | 0.892 | Rebaixamento à segunda divisão |

## Fase final

### Semifinal
| 31 de março de 2021                                                          | Rentistas        | 1 – 1 (pro.) (3 – 2 pen.)                                                     | Liverpool            | Montevidéu                                         |  |
| 20:00 (UTC−3)                                                                | Franco Pérez 85' |                                                                               | Ramiro Cristóbal 79' | Estádio: Centenario Árbitro: Andrés Matonte (FIFA) |  |
|                                                                              |                  | Penalidades                                                                   |                      |                                                    |  |
| Nicolás Colazo Carlos Villalba Salomón Rodríguez Agustín Acosta Gonzalo Vega |                  | Franco Romero Ignacio Ramírez Agustín Ocampo Camilo Cándido Christian Almeida |                      |                                                    |  |

### Final

#### Ida
| 4 de abril de 2021 | Nacional                                        | 3 – 0 | Rentistas | Montevidéu                                                    |  |
| 20:00 (UTC−3)      | Gonzalo Bergessio 6', 28' · Mathías Laborda 66' |       |           | Estádio: Gran Parque Central Árbitro: Esteban Ostojich (FIFA) |  |

#### Volta
| 7 de abril de 2021 | Rentistas | 0 – 1 (4-0 agr.) | Nacional          | Montevidéu                  |  |
| 15:00 (UTC−3)      |           |                  | Gonzalo Bergessio | Estádio: Complejo Rentistas |  |

## Artilharia
| 0Gols0 | Jogador           | Clube         |
| ------ | ----------------- | ------------- |
| 12     | Gonzalo Bergessio | Nacional      |
| 8      | Enzo Borges       | Cerro Largo   |
| 7      | David Terans      | Peñarol       |
| 6      | Ignacio Ramírez   | Liverpool     |
| 6      | Gonzalo Vega      | Rentistas     |
| 5      | Álvaro Fernández  | Plaza Colonia |
| 5      | Maureen Franco    | Fénix         |
| 5      | Agustín Ocampo    | Liverpool     |
| 5      | Álex Silva Garrel | Progreso      |

| 0Gols0 | Jogador           | Clube                  |
| ------ | ----------------- | ---------------------- |
| 5      | Matías Arezo      | River Plate            |
| 5      | Ignacio Ramírez   | Liverpool              |
| 5      | David Terans      | Peñarol                |
| 4      | Matías Britos     | Peñarol                |
| 4      | Gustavo Del Prete | Montevideo City Torque |
| 4      | Mauro Méndez      | Montevideo Wanderers   |
| 4      | Pablo Neris       | River Plate            |

| 0Gols0 | Jogador                  | Clube                  |
| ------ | ------------------------ | ---------------------- |
| 13     | Ignacio Ramírez          | Liverpool              |
| 11     | Maureen Franco           | Fénix                  |
| 9      | Rubén Bentancourt        | Boston River           |
| 8      | Facundo Batista          | Deportivo Maldonado    |
| 7      | Agustín Álvarez Martínez | Peñarol                |
| 7      | Gonzalo Bergessio        | Nacional               |
| 7      | Matías Cóccaro           | Montevideo City Torque |
| 7      | Nicolás Dibble           | Plaza Colonia          |
| 6      | Fabricio Fernández       | Progreso               |

| Gols | Jogador           | Time                   |
| ---- | ----------------- | ---------------------- |
| 25   | Gonzalo Bergessio | Nacional               |
| 24   | Ignacio Ramírez   | Liverpool              |
| 18   | Maureen Franco    | Fénix                  |
| 15   | David Terans      | Peñarol                |
| 15   | Gonzalo Vega      | Rentistas              |
| 14   | Facundo Batista   | Deportivo Maldonado    |
| 13   | Matías Arezo      | River Plate            |
| 12   | Enzo Borges       | Cerro Largo            |
| 12   | Matías Cóccaro    | Montevideo City Torque |

## Premiação
| Campeonato Uruguaio de 2020  |
| ---------------------------- |
| NACIONAL Campeão (48°título) |

### Equipe Ideal
| Pos.                 | Jogador              | Clube                                   |
| -------------------- | -------------------- | --------------------------------------- |
| G                    | Sergio Rochet        | Nacional                                |
| LD                   | Franco Pizzichillo   | Montevideo City Torque                  |
| Z                    | Yonatthan Rak        | Montevideo City Torque                  |
| Z                    | Federico Pereira     | Liverpool                               |
| LE                   | Camilo Cándido       | Liverpool                               |
| M                    | Emiliano Martínez    | Nacional                                |
| M                    | Hernán Figueredo     | Liverpool                               |
| M                    | Gonzalo Vega         | Rentistas                               |
| M                    | David Terans         | Peñarol                                 |
| A                    | Gonzalo Bergessio    | Nacional                                |
| A                    | Ignacio Ramírez      | Liverpool                               |
| T                    | Pablo Marini         | Montevideo City Torque                  |
| Artilheiro           | Gonzalo Bergessio    | Nacional                                |
| Melhor jogador       | Gonzalo Bergessio    | Nacional                                |
| Gol mais bonito      | Agustín Ocampo       | Liverpool contra Cerro Largo (10/02/21) |
| Defesa mais bonita   | Sebastián Lentinelly | Liverpool contra Peñarol (26/02/21)     |
| Revelação            | Facundo Torres       | Peñarol                                 |
| Melhor jogador jovem | Facundo Batista      | Deportivo Maldonado                     |